# Ansembourg Museum
Het Ansembourg Museum (Frans: Musée d'Ansembourg) is een museum van toegepaste kunst in de Belgische stad Luik. Het museum is gevestigd in het Hôtel d'Ansembourg aan de straat Féronstrée in het historisch stadshart van Luik. Het gebouw geldt als een typisch voorbeeld van barokarchitectuur in het prinsbisdom Luik. De stijlkamers in de patriciërswoning zijn ingericht met 18e-eeuws meubilair en kunst- en gebruiksvoorwerpen, die een goede indruk geven van het leven van de gegoede burgerij in de periode van de Verlichting. De meubelcollectie van het museum behoort tot de belangrijkste verzamelingen van Luiks-Akense meubelkunst.
Het Ansembourg museum is gesloten sedert 2020 wegens de uitvoering van renovatie- en restauratiewerkzaamheden aan het gebouw. 

## Geschiedenis

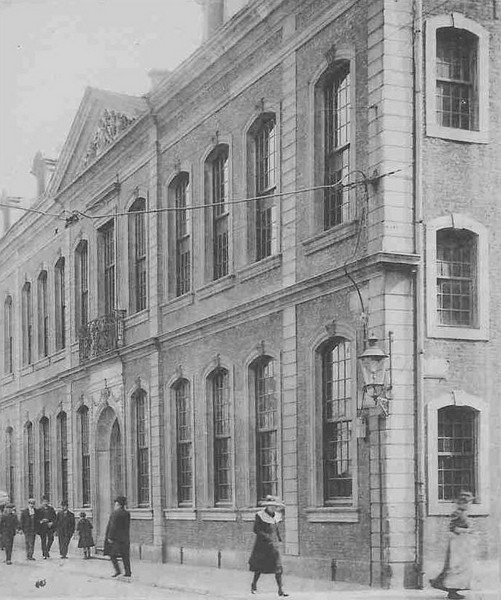
Kort na de opening

Het hôtel d'Ansembourg, aanvankelijk hôtel Willems genoemd, is een 18e-eeuws stadspaleis (Frans: hôtel particulier) dat de rijke handelaar en bankier Michel Willems voor zichzelf en zijn familie liet bouwen op een terrein binnen de claustrale singel van de Sint-Lambertuskathedraal. Het terrein, dat aanvankelijk tot aan de Maas doorliep, werd later sterk ingekort.
Willems vergaarde in zijn leven een groot fortuin, aanvankelijk als leerhandelaar in Verviers, later als bankier in Luik. Het door hem gewenste patriciërshuis in de deftige Féronstrée werd ontworpen door de bekende Akense architect Johann Joseph Couven. De bouw vond plaats tussen 1738 en 1741, waarna de inrichting nog diverse jaren in beslag nam.
Willems' zoon Nicolas trok zich vanaf 1780 terug op Kasteel Amstenrade, dat hij grotendeels had laten herbouwen. In 1788 liet hij het huis aan de Féronstrée na aan zijn nicht Marie-Victoire de Hayme de Bomal, die gehuwd was met Claude Romain graaf de Marchant et d'Ansembourg, een telg uit een van oorsprong Luxemburgs geslacht, dat later ook in België en Nederland invloed zou uitoefenen. De familie bleef tot het midden van de 19e eeuw in het huis wonen en gaf er zijn naam aan.
In 1903 werd de voormalige bankierswoning aangekocht door de stad Luik en na een grondige restauratie door de architect Joseph Lousberg op 10 september 1905 opengesteld voor het publiek.

## Beschrijving gebouw

### Exterieur
Het pand is opgetrokken als een stadspaleis met een brede, symmetrische gevel langs de hoofdstraat (Féronstrée) en een kopgevel aan de rue Hongrée. De indeling is die van een typisch herenhuis met twee hoge woonverdiepingen en een kapverdieping voor het bedienend personeel. De roodgeschilderde bakstenen hoofdgevel wordt door middel van hardstenen lisenen ingedeeld in vijf gevelvlakken met 1-3-3-3-1 vensterassen. De middelste vensterassen vormen een middenrisaliet, die bekroond wordt door een gebeeldhouwd fronton. Boven de hardstenen toegangspoort bevindt zich een Frans balkon met een smeedijzeren balkonhek in Régence-stijl. De achtergevel heeft een identieke indeling met boven de centrale poort twee oeils de boeuf. De kopgevel heeft een afwijkende indeling met een extra woonlaag. Klaarblijkelijk werd voor de daarachter gelegen keukens en antichambres niet de hoogte van de ontvangstsalons elders in het gebouw nodig geacht.

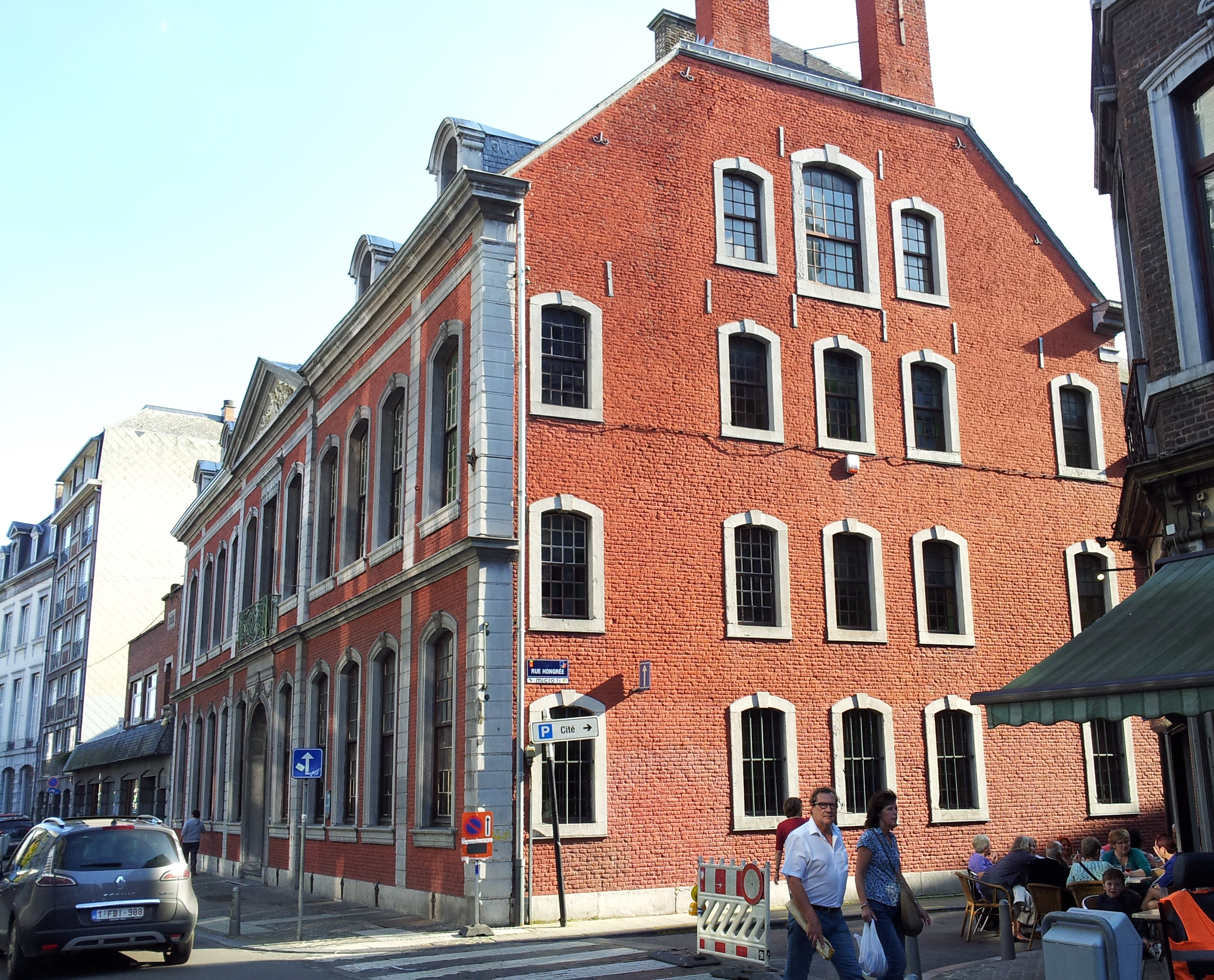
Hoek Féronstrée/rue Hongrée
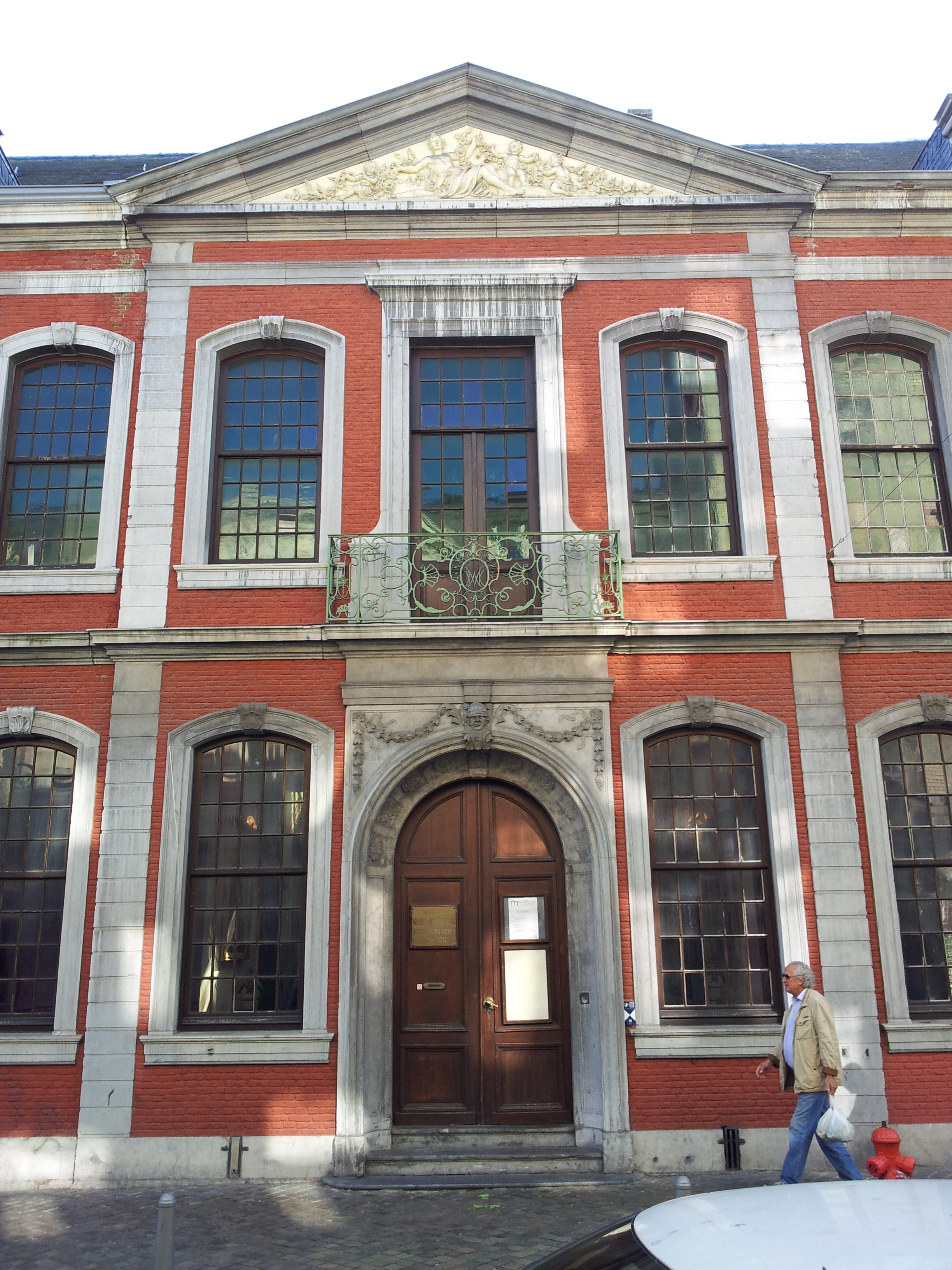
Detail façade
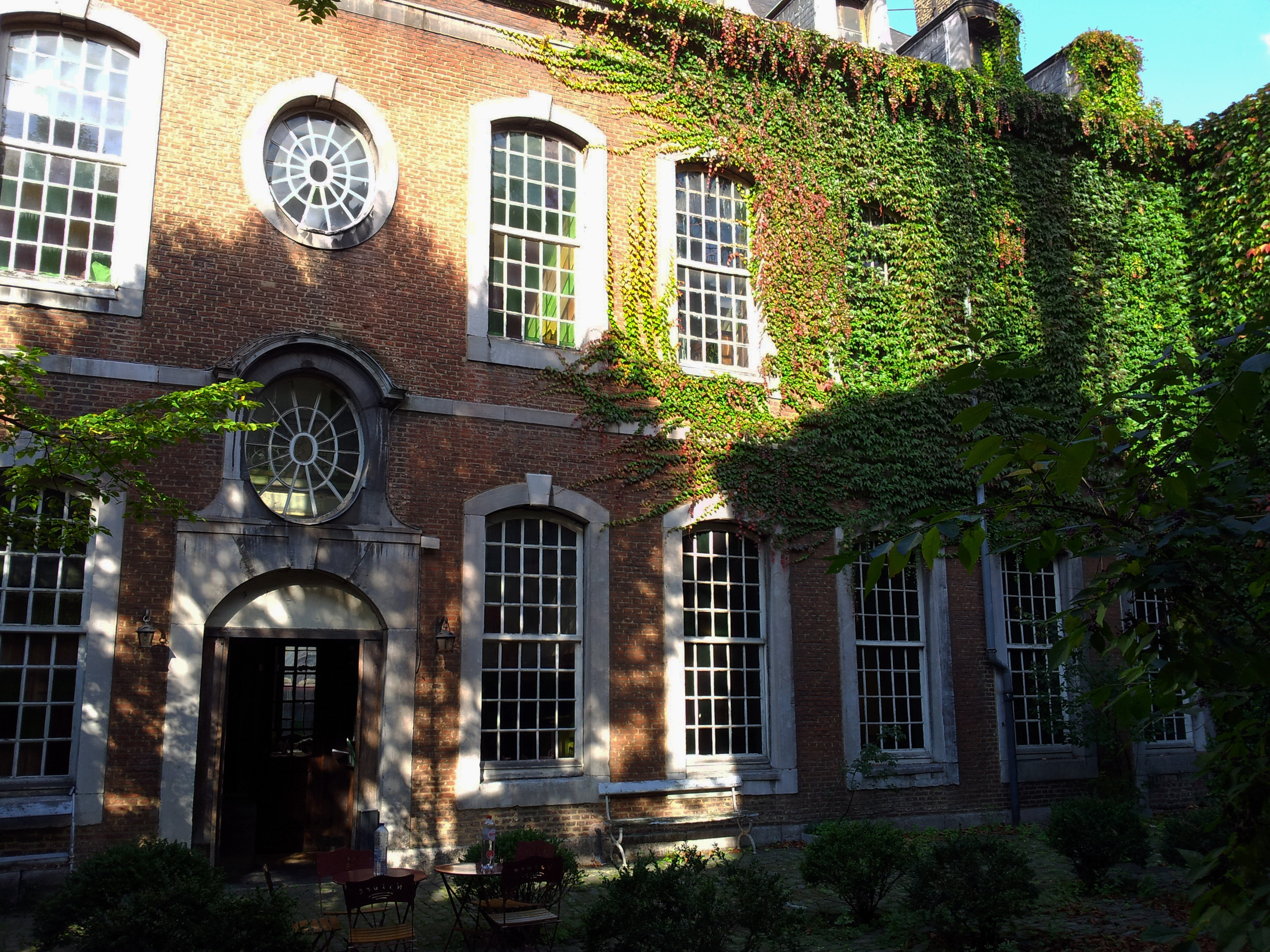
Hofzijde
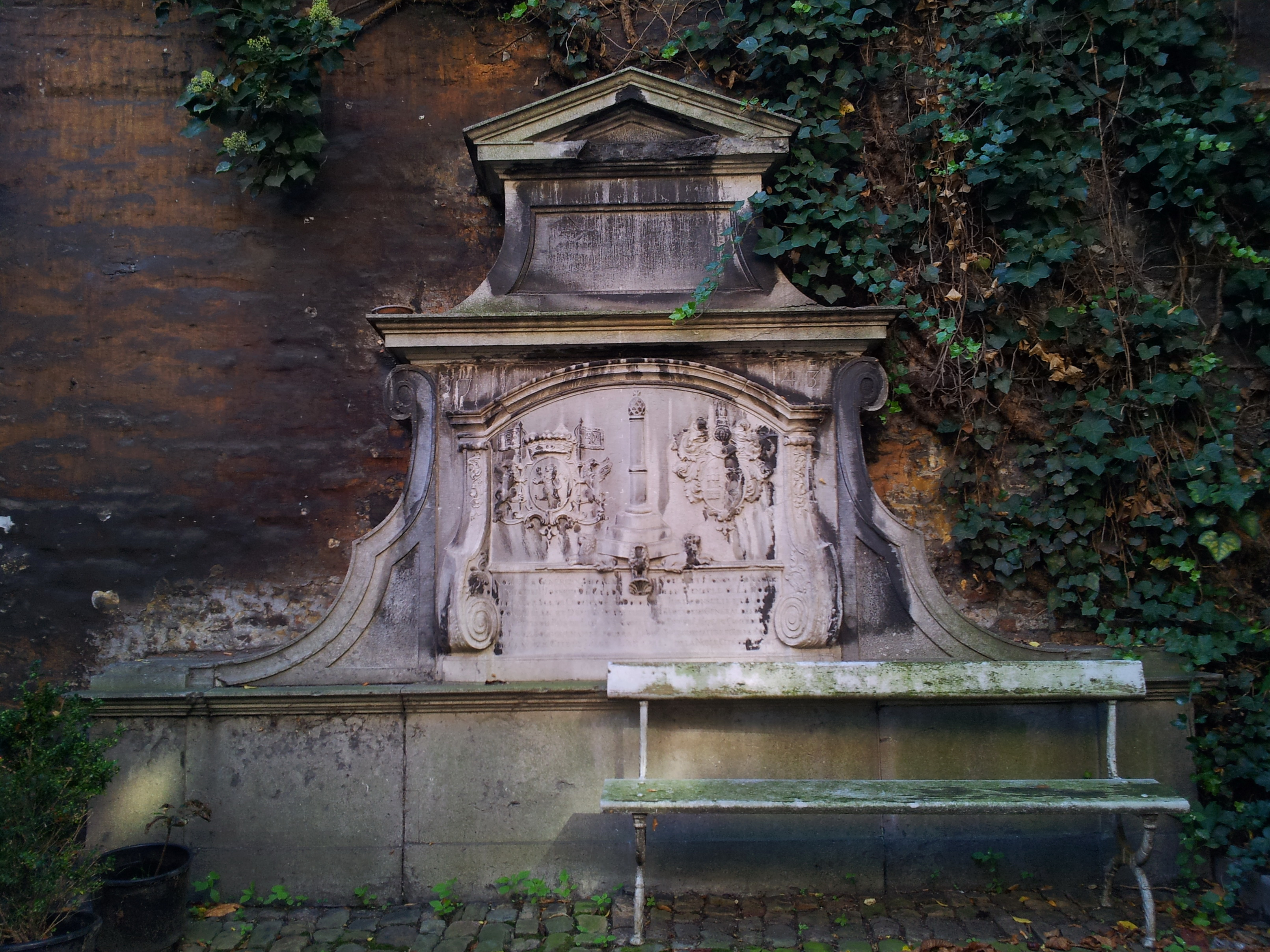
Reliëf in de tuin

### Interieur
De hal, het trappenhuis en de meeste stijlkamers zijn nog min of meer in originele staat en bezitten 18e-eeuws sierstucwerk, plafond- en wandschilderingen, fraai gesneden lambriseringen, goudleerbehang, wandtapijten uit Oudenaarde, gebeeldhouwde schoorstenen en spiegels. Enkele ruimtes hebben sierstucwerk van Tomaso Vasalli en plafondschilderingen van Jean-Baptiste Coclers. De keuken is gedecoreerd met Delfts blauwe tegels. Verder zijn er schilderijen, meubels, glazen, porseleinen en zilveren kunst- en siervoorwerpen van hoge kwaliteit te bewonderen.

#### Hal en trappenhuis
De vestibule en het trappenhuis bevinden zich centraal in het huis en vormen een imponerende ruimte met een stucplafond van de Zwitsers-Italiaanse sierstucwerker Tomaso Vasalli, die in deze periode ook in Maastricht en Aken werkzaam was. De brede eikenhouten trap valt op door het uitbundige siersmeedwerk van de balustrades.

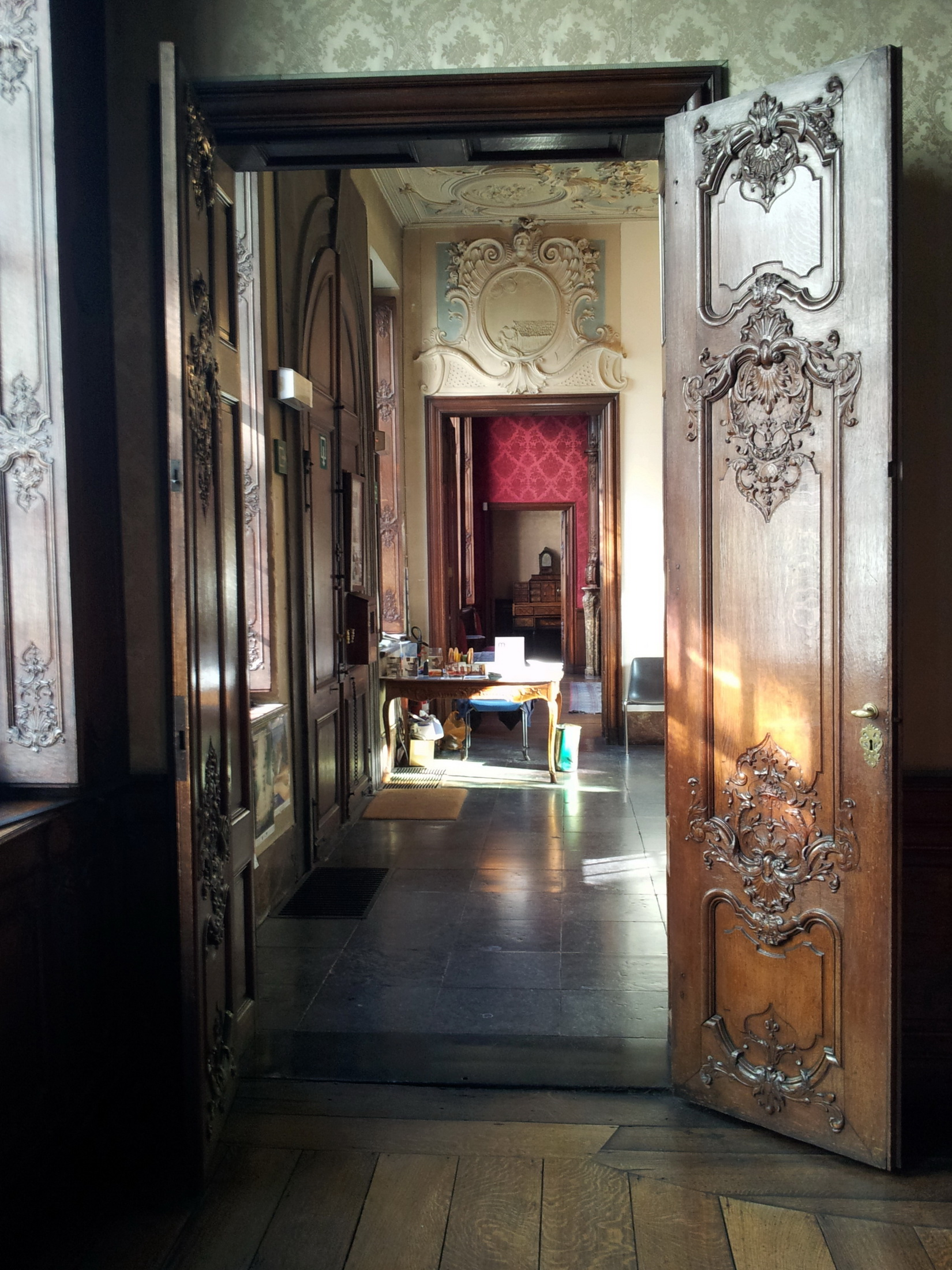
Doorzicht hal
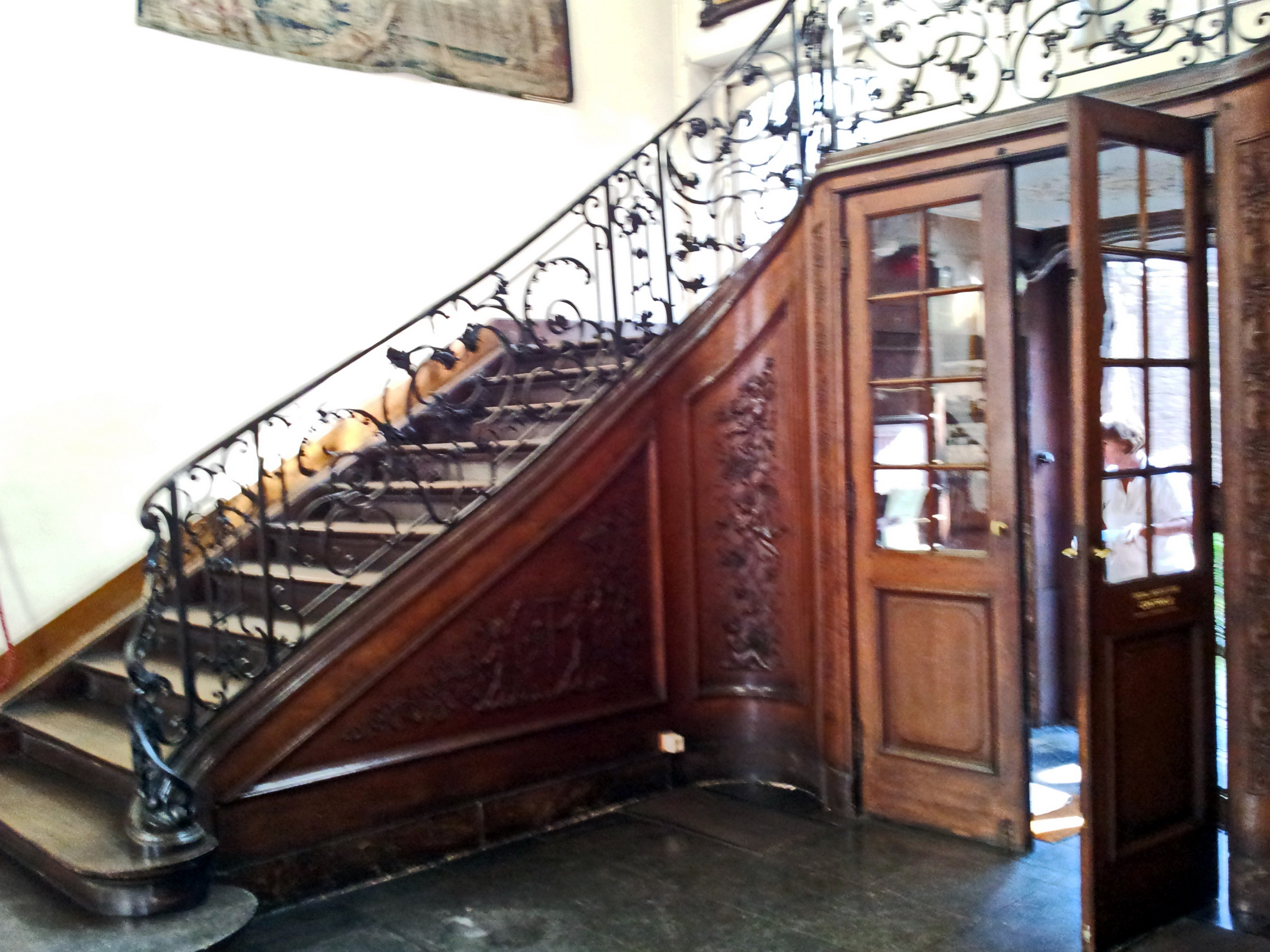
Vestibule met trap
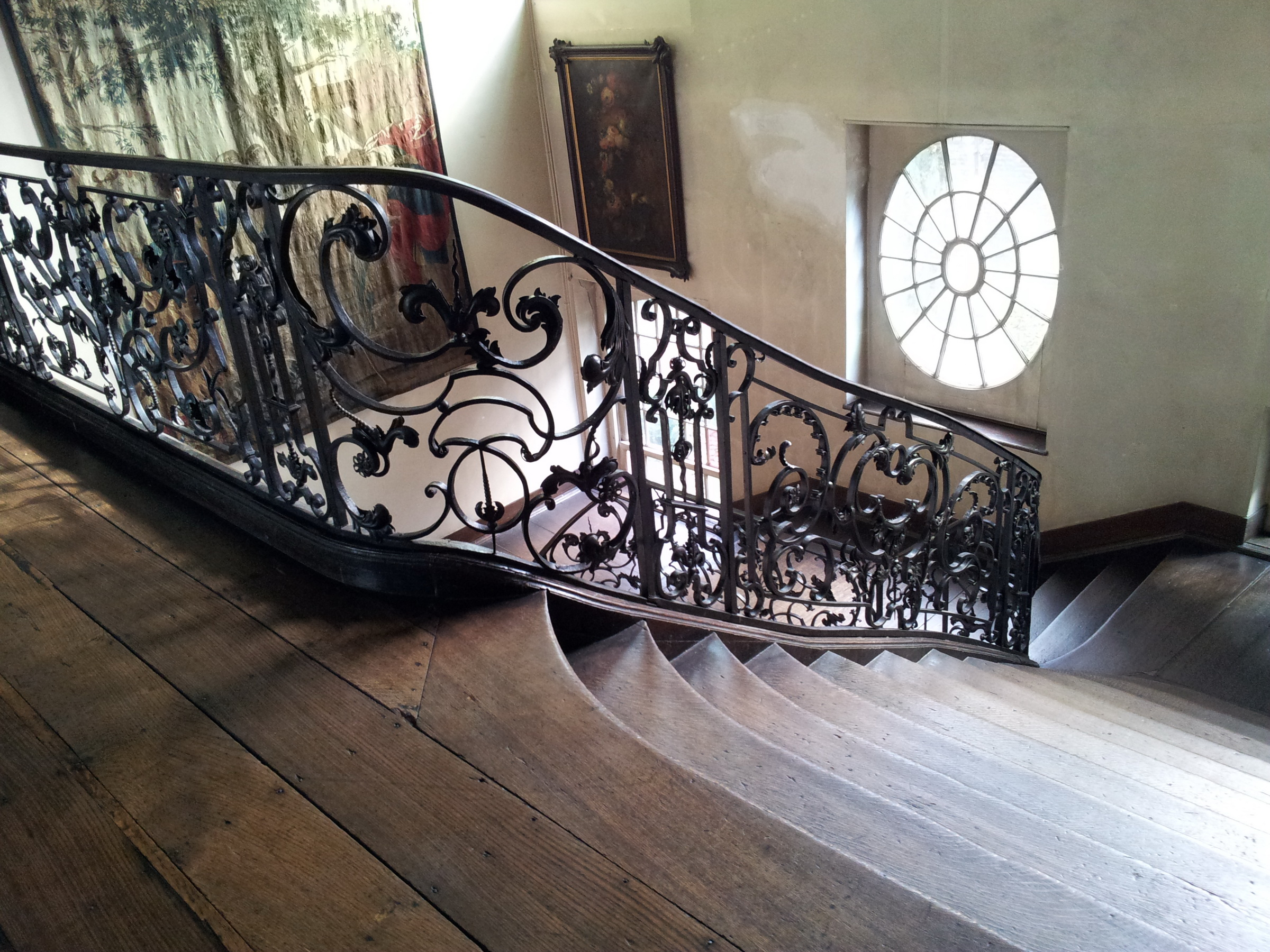
Eikenhouten trap
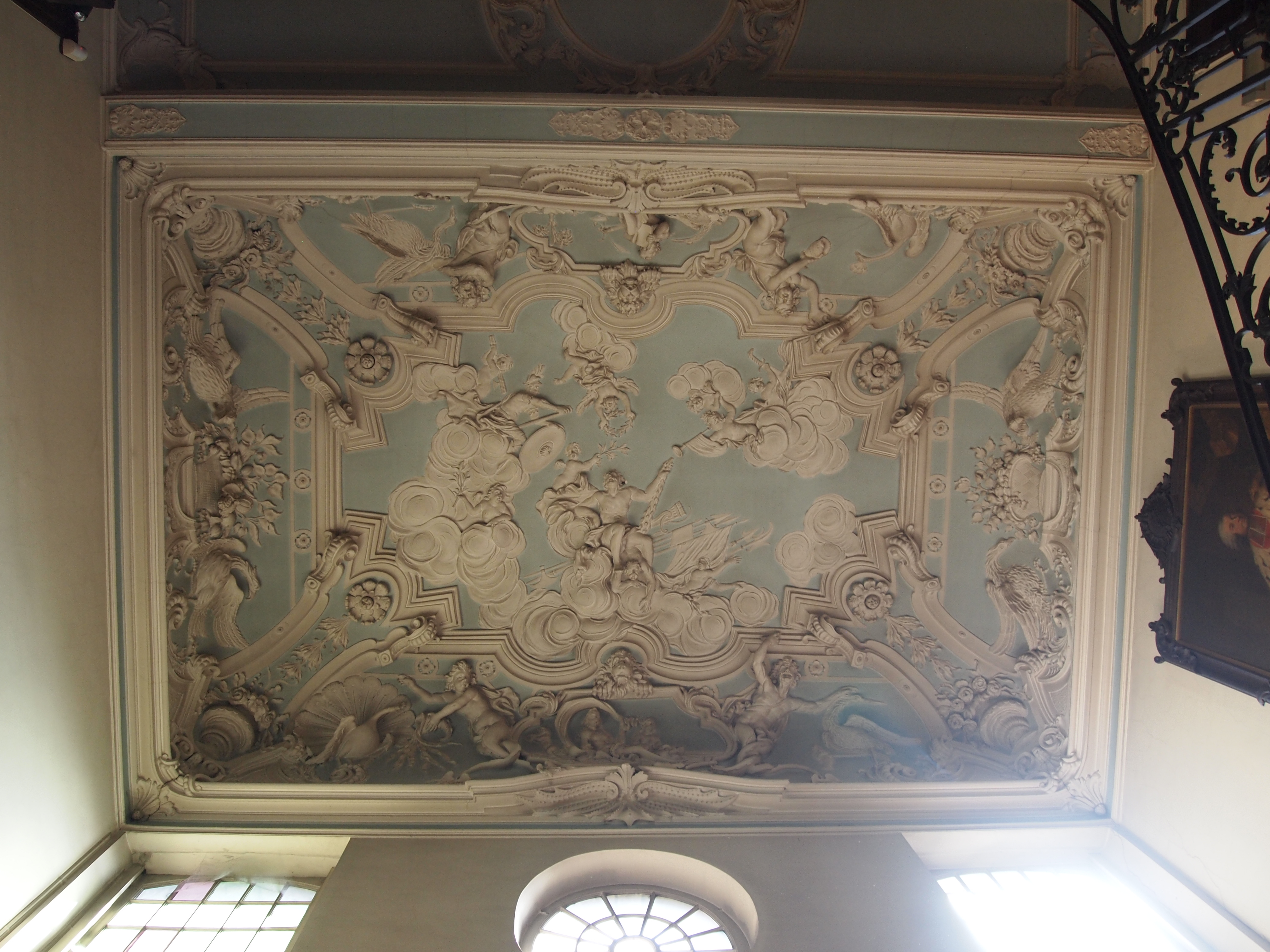
Stucplafond van Vasalli

#### Benedenverdieping
De Muzieksalon (Salon de musique) wordt ook wel Salon aux tapisseries genoemd, vanwege de aanwezigheid van een viertal Vlaamse wandtapijten, zogenaamde Tenières, zo genoemd vanwege hun gelijkenis met de "boerse" schilderwerken van David Teniers II (die in enkele gevallen ook de kartons maakte). De kartons van deze tapijten, die in Oudenaarde zijn geweven, waren van de hand van Pieter Spierinx (landschappen) en Alexander Van Bredael (personages). Het stucplafond in deze zaal is van Henri Budo.
De eetkamer heeft een rijke uitstraling door het goudleerbehang en de bewerkte eikenhouten zaalbetimmering (boiseries). Bijzonder in deze zaal is de hoge, tweedelige buffetkast (vaisselière) met rijk bewerkte gebogen panelen. Ook de kleinere salons op de begane grond bezitten marmeren schouwen, eikenhouten deuren, lambriseringen en schoorsteenmantels en plafonds met sierstucwerk. De keuken valt vooral op door de 2598 Delfts blauwe tegeltjes, maar ook door enkele fraaie Luikse kasten en het koperen en tinnen keukengerei.

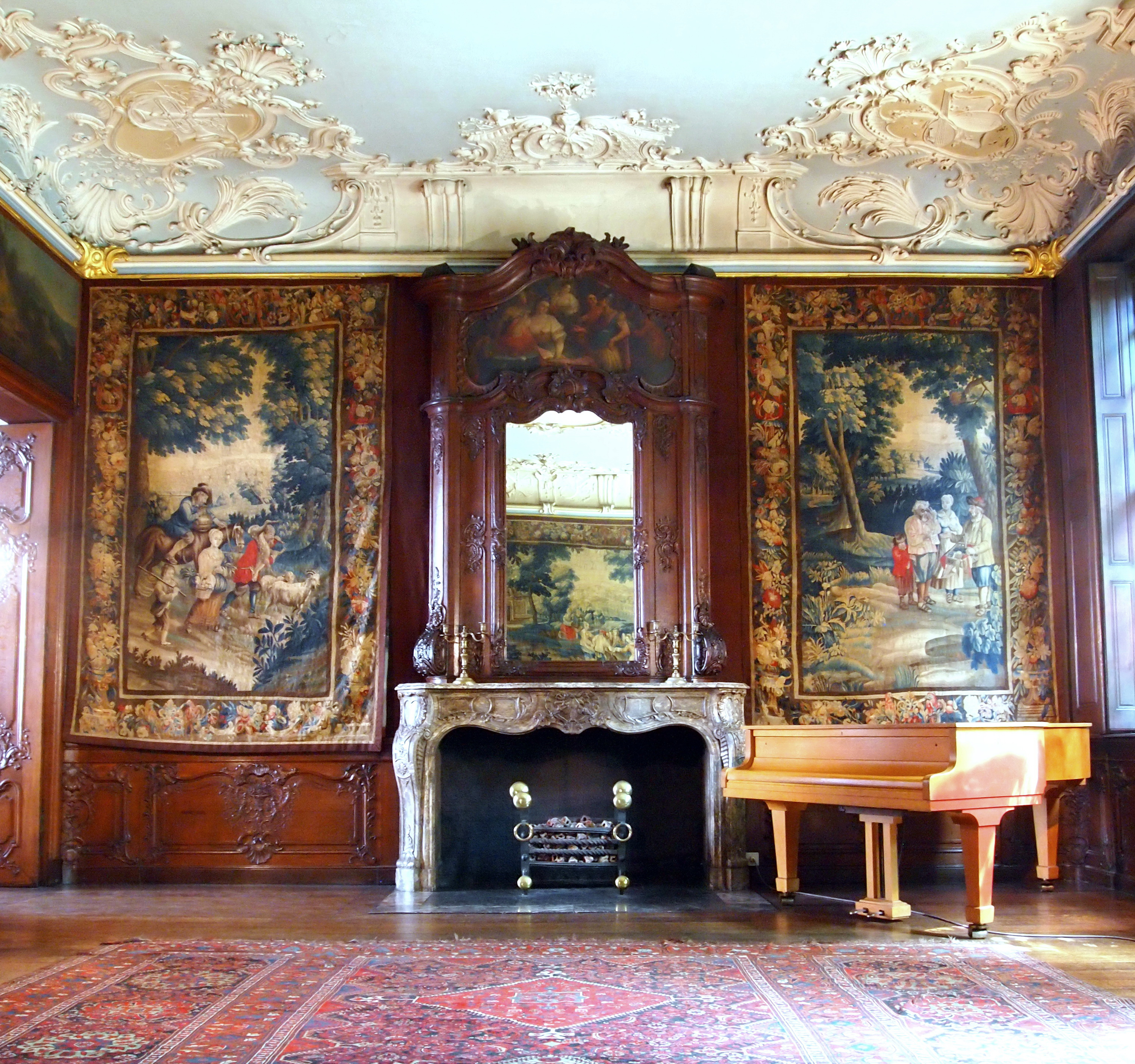
Muzieksalon met wandtapijten en stucwerk
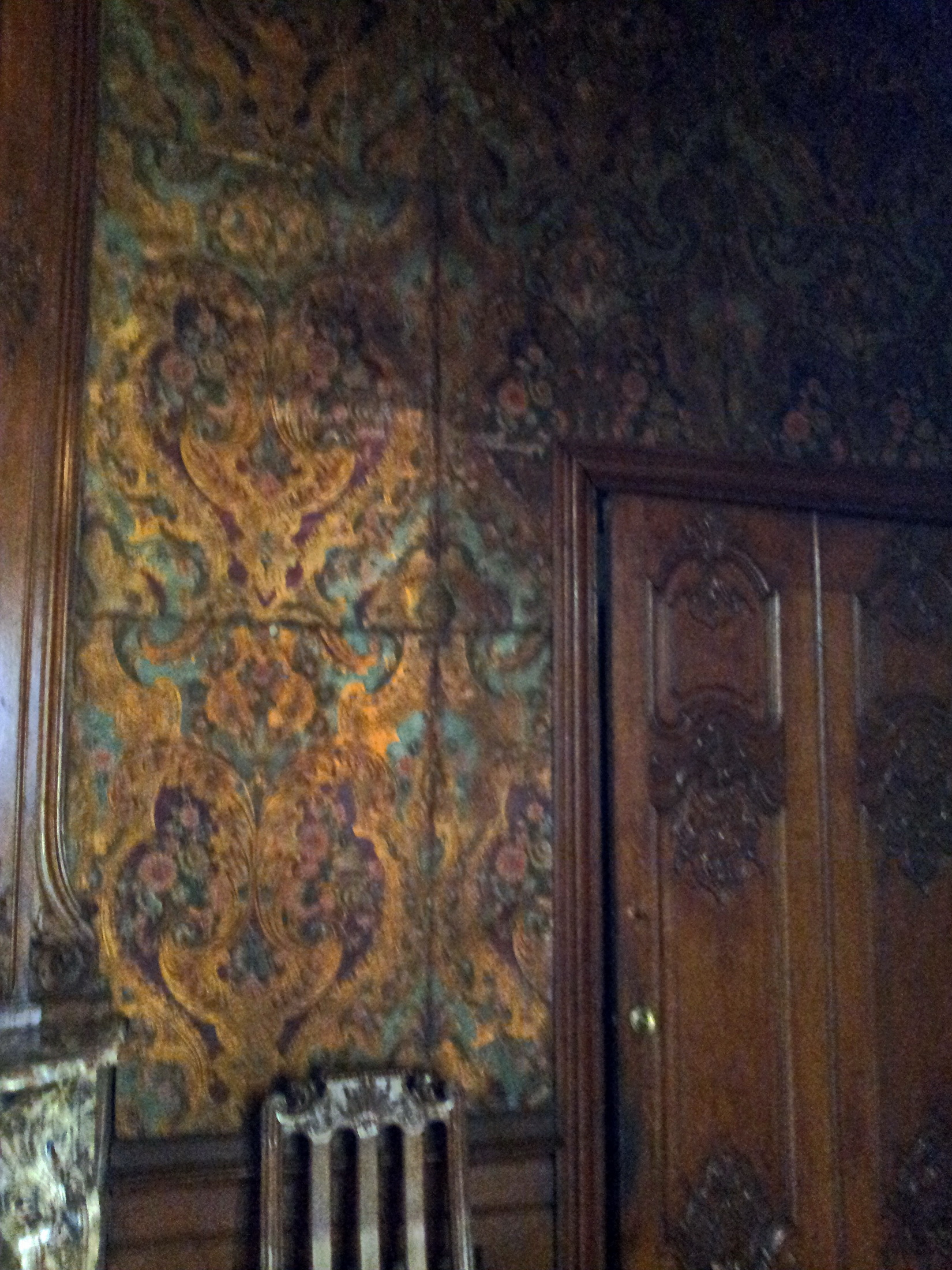
Eetkamer met goudleer en boiseries
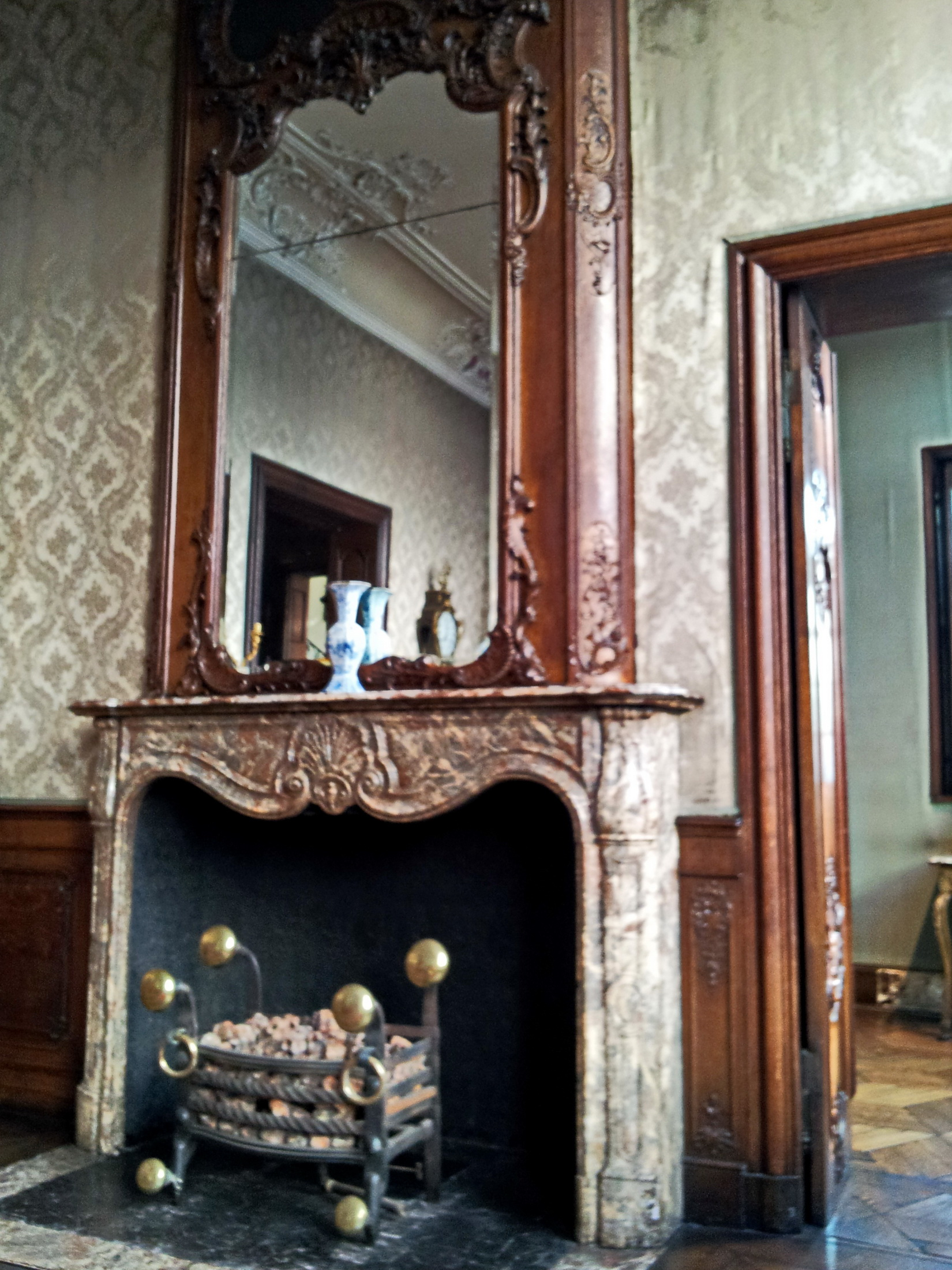
Kleine salon met marmeren schouw
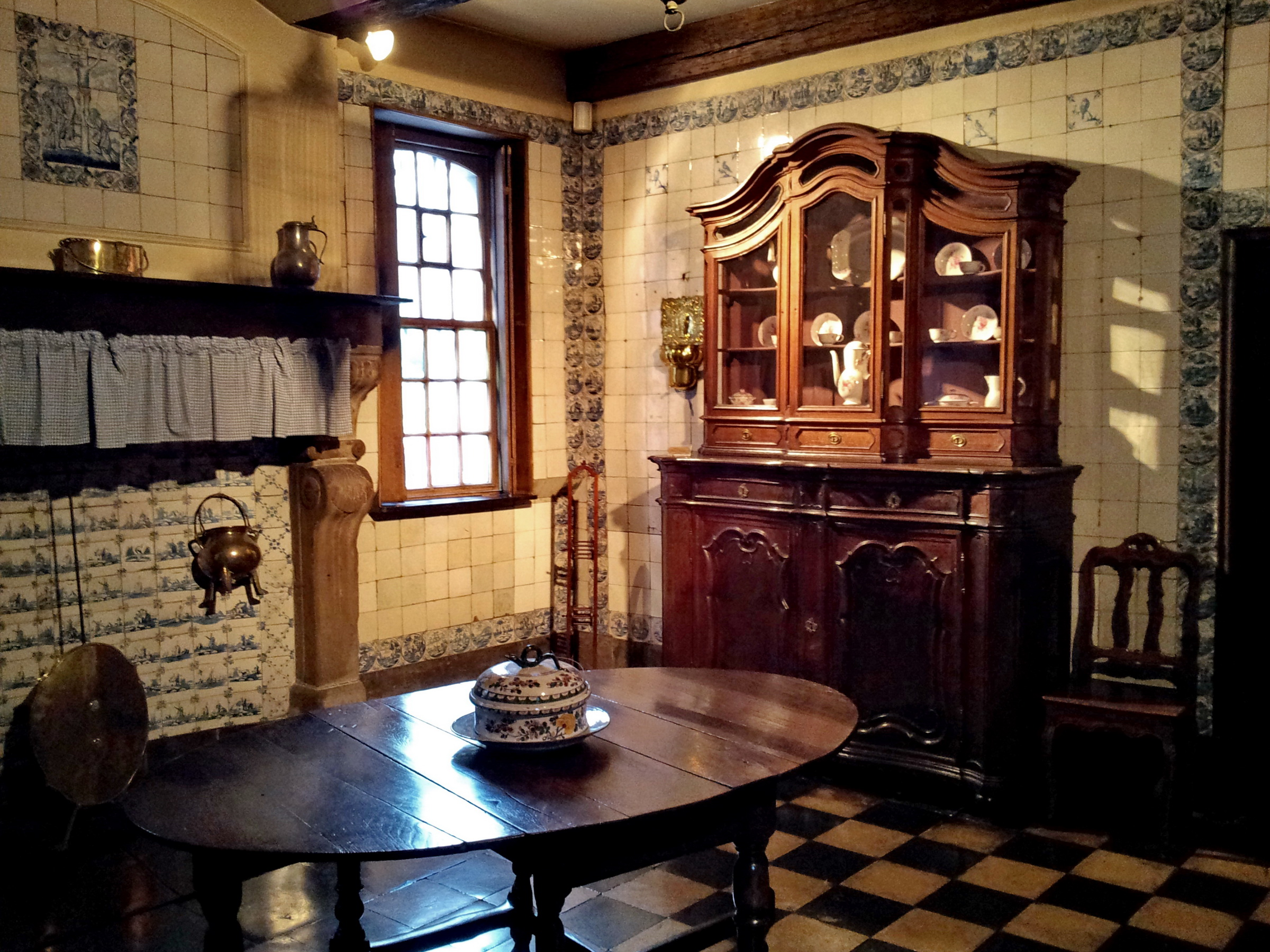
Keuken met Delfts blauwe tegels

#### Bovenverdieping
Op de bovenverdieping vormen de vertrekken aan de voorzijde van het gebouw een doorgaande suite. De supraportes boven de deuren bevatten schilderingen van Léonard Defrance, maar zijn afkomstig uit een ander huis. De slaapkamer is relatief eenvoudig; alleen het stucwerk van de schoorsteenmantel is vrij druk.
Aan de tuinzijde is de lichtinval bijzonder, vooral in de Salle Henri-Jean Hennet, doordat hier de ramen met antiek vensterglas deels met wilde wingerd zijn begroeid. Deze kamer heeft net als de eetkamer beneden goudleerbehang en eikenhouten deuren, lambrisering en meubels, waaronder een kostbare rococotafel. Boven de marmeren schoorsteenmantel bevindt zich het geschilderde portret van de bouwheer van het Hôtel d'Ansembourg, Michel Willems.

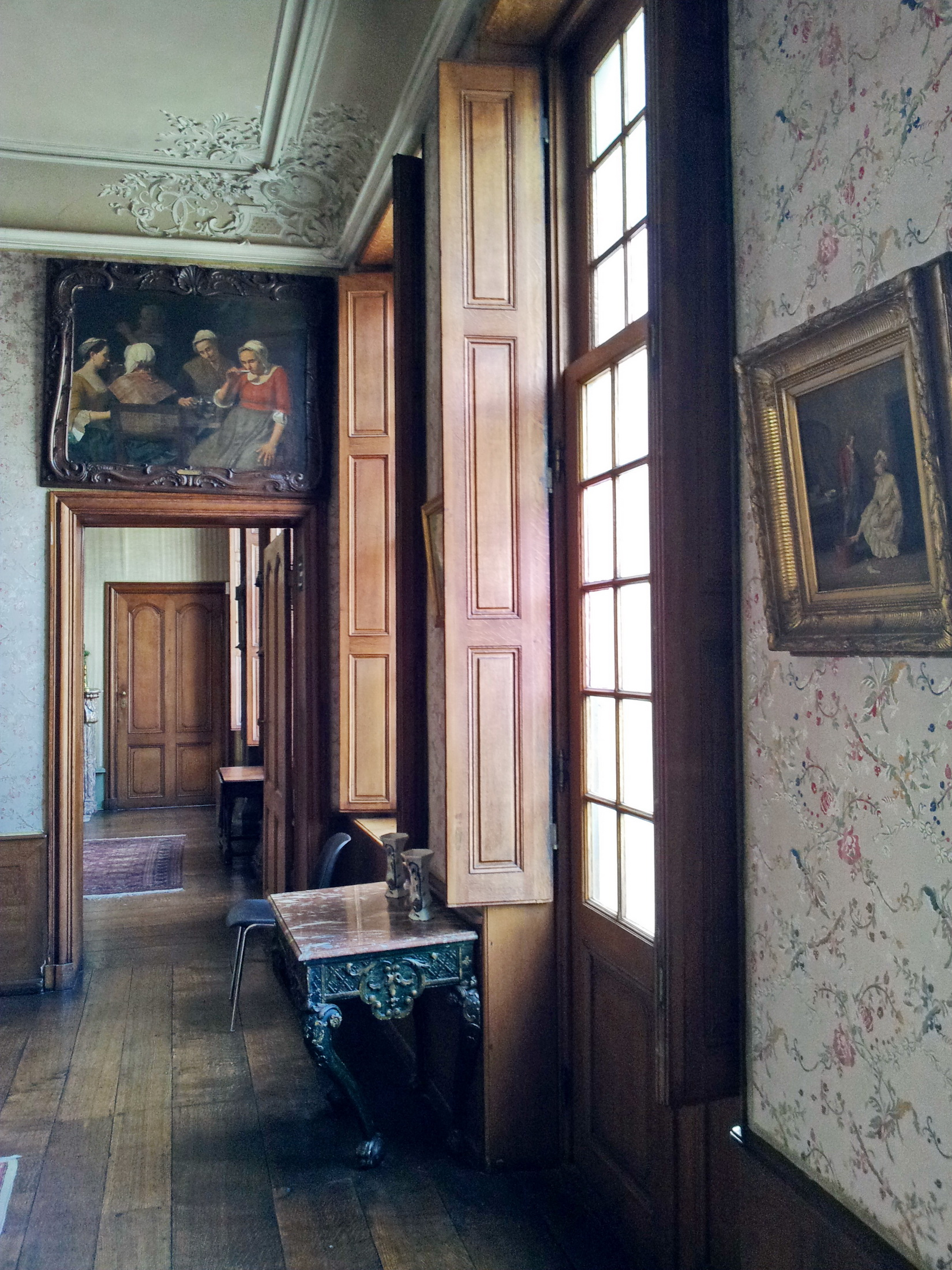
Doorzicht voorkamers
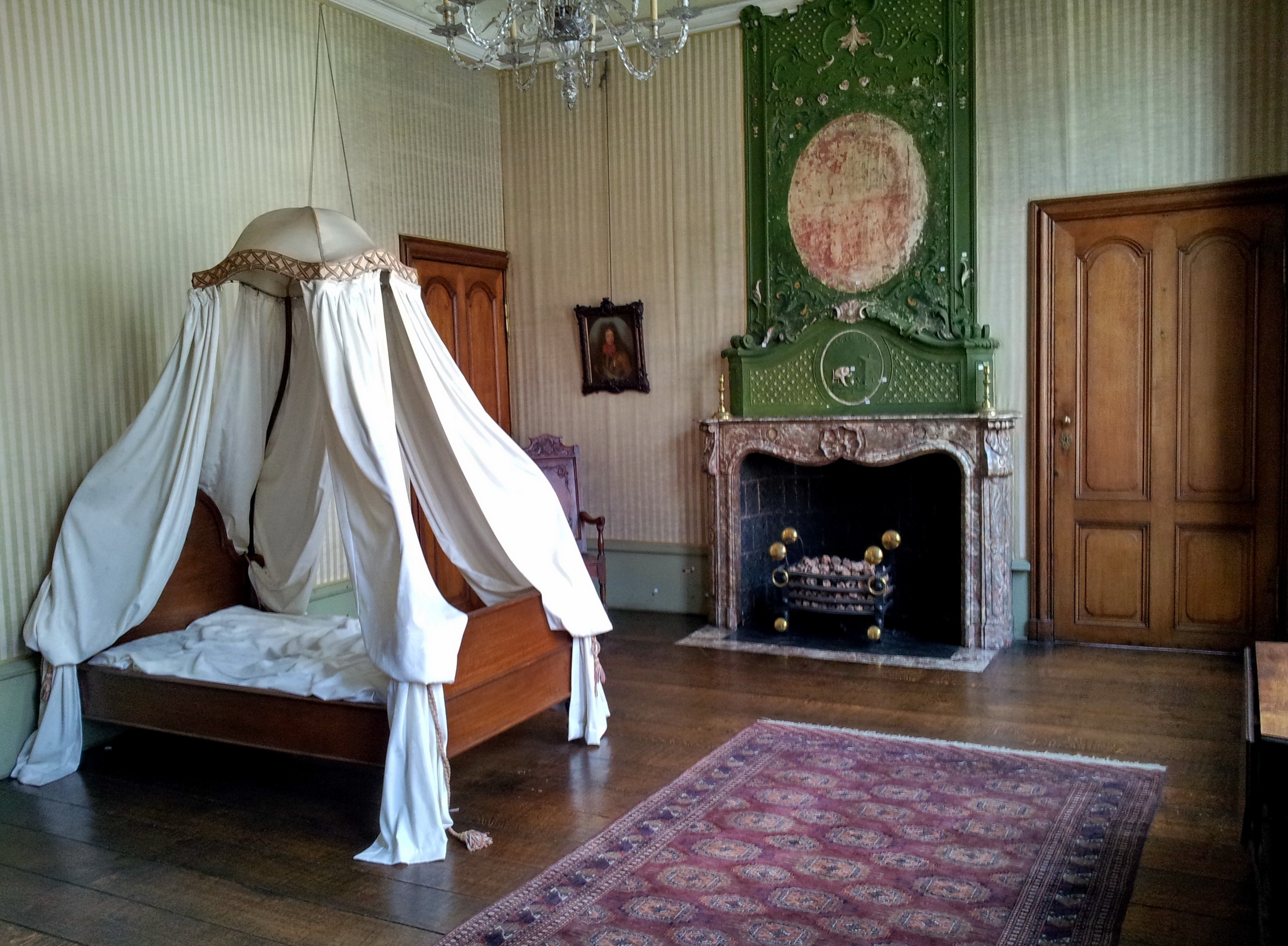
Slaapkamer
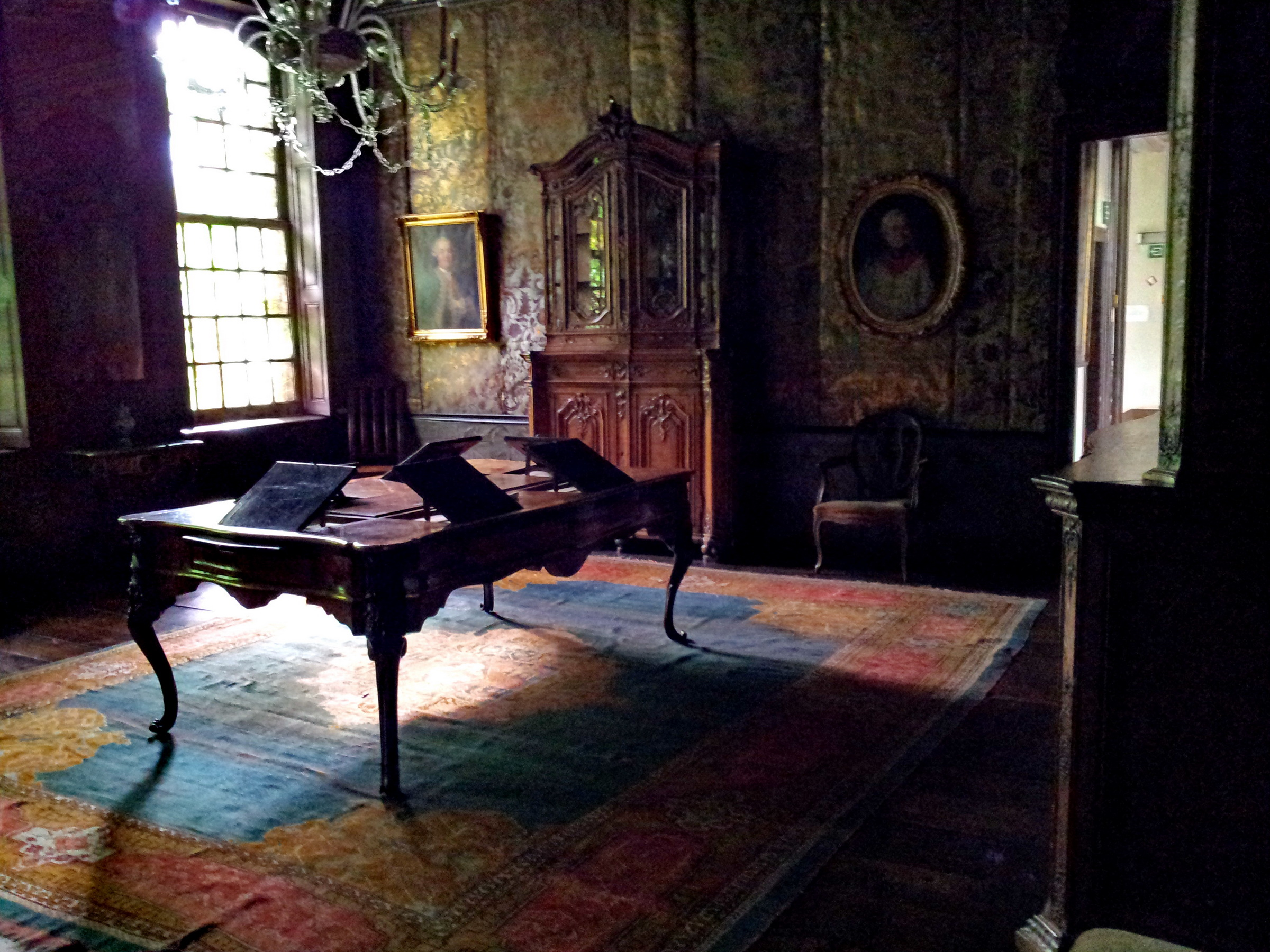
Salle Henri-Jean Hennet
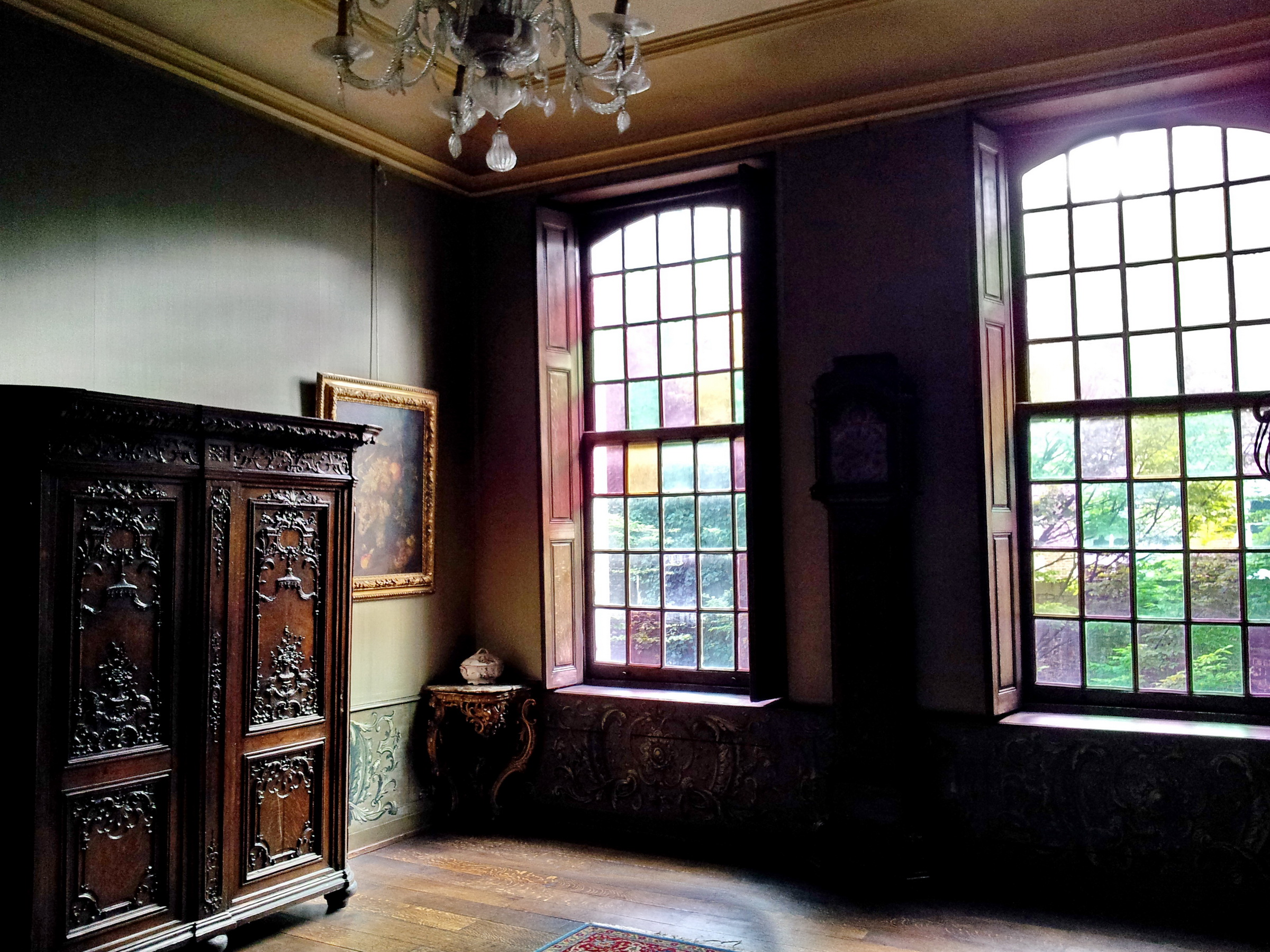
Achterkamer

## Bijzondere collecties

### Kunstcollectie
Naast de in de stijlkamers tentoongestelde voorwerpen bezit het museum een belangrijke verzameling 17e-, 18e- en 19e-eeuwse schilderijen, tekeningen en beeldhouwwerken van onder anderen Gerard de Lairesse, Nicolaas Verkolje, Jean-Baptiste Coclers, Edmond Plumier, Englebert Fisen, Louis-Michel van Loo, Léonard Defrance en Jean Delcour.

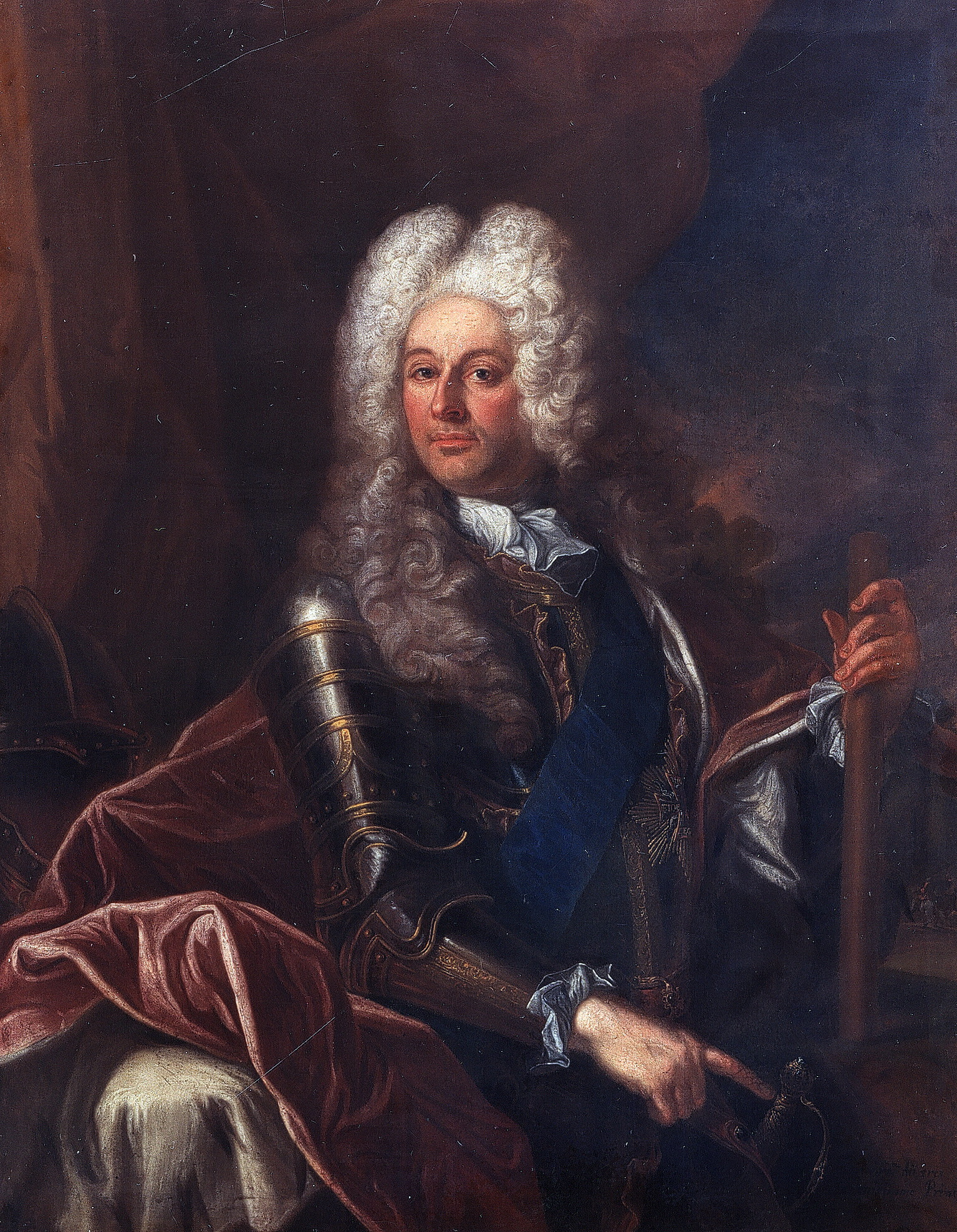
Edmond Plumier, Portret van prins Willem van Hessen (1720)
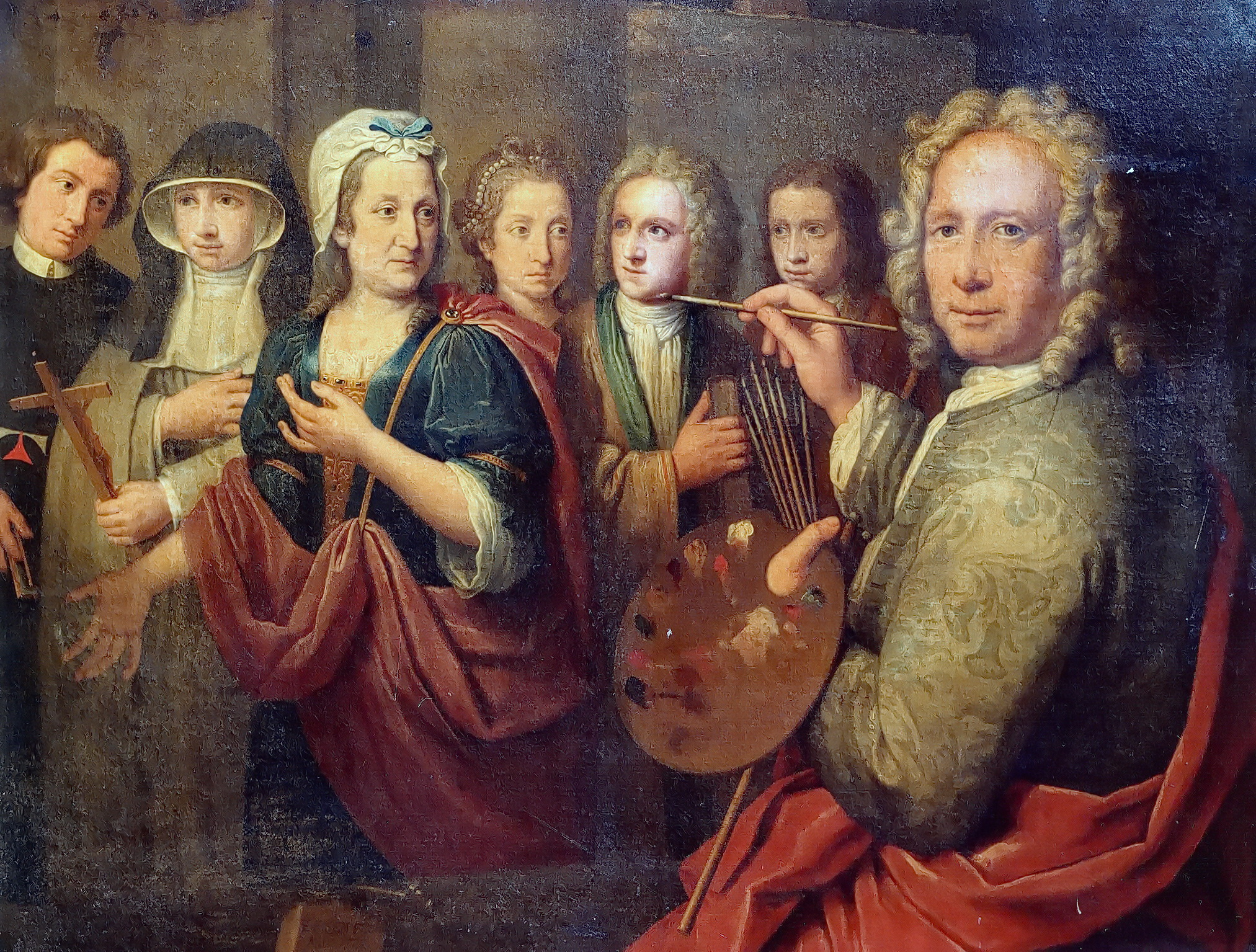
Englebert Fisen, Zelfportret met familie (1722)
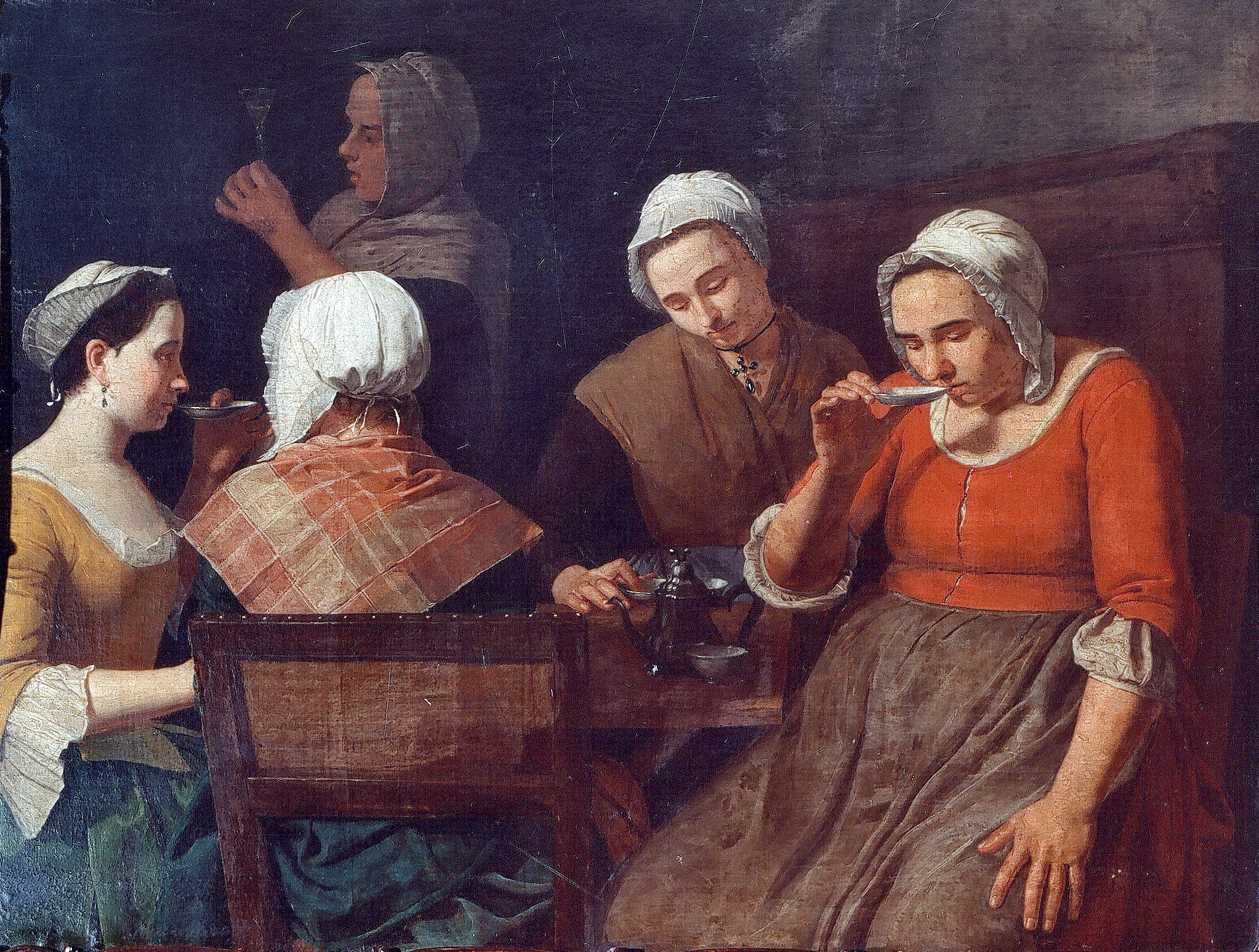
Léonard Defrance, Koffiedrinkende vrouwen (1763)
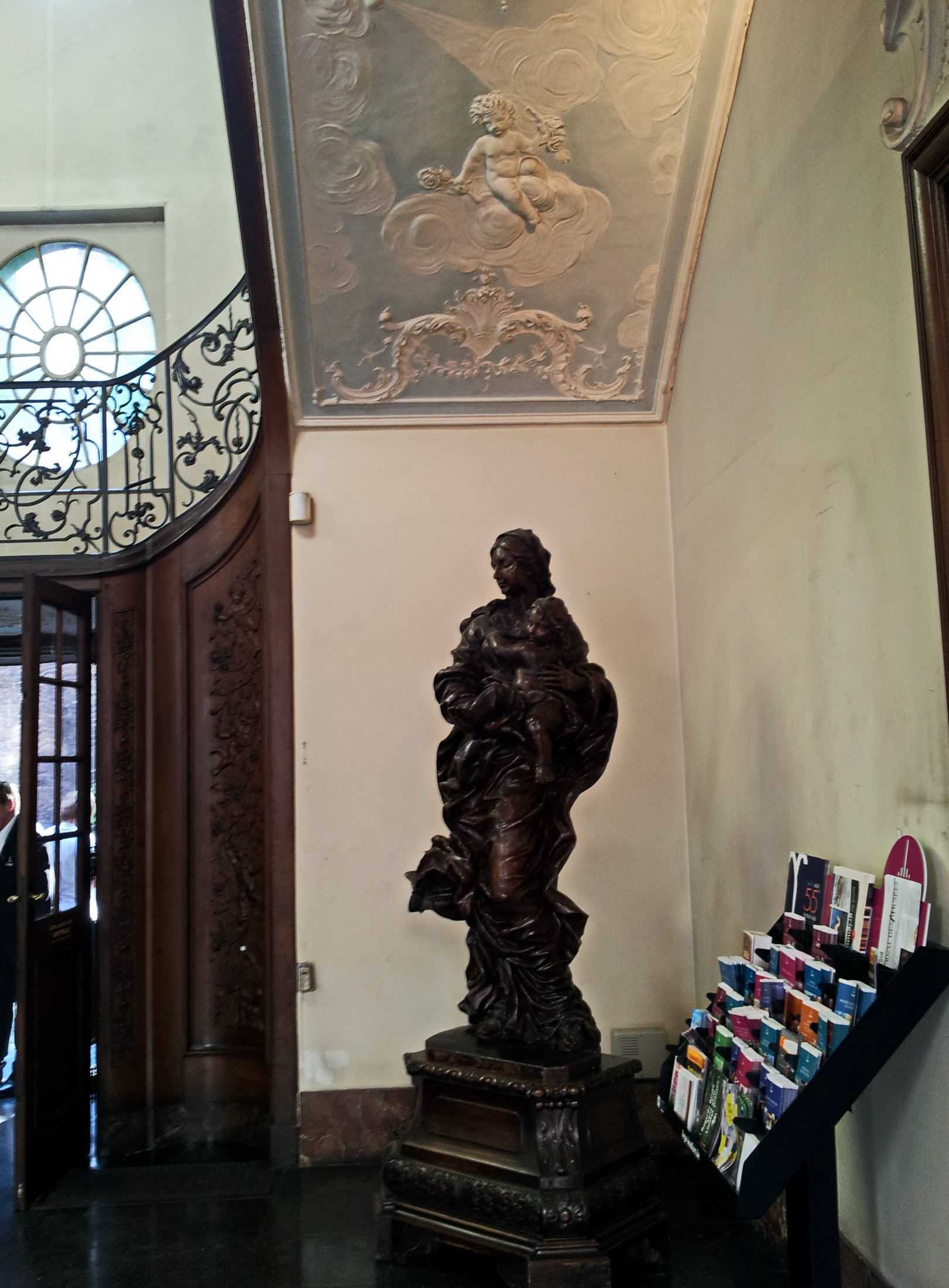
Jean Delcour, Madonna met Kind

### Luikse meubels
Het Musée d'Ansembourg bezit een uitgebreide verzameling 18e-eeuwse meubels, lambriseringen en zaalbetimmeringen, meest van eikenhout en vrijwel uitsluitend van Luikse makelij. Waarschijnlijk is dit de meest complete collectie Luiks-Akense meubels ter wereld.

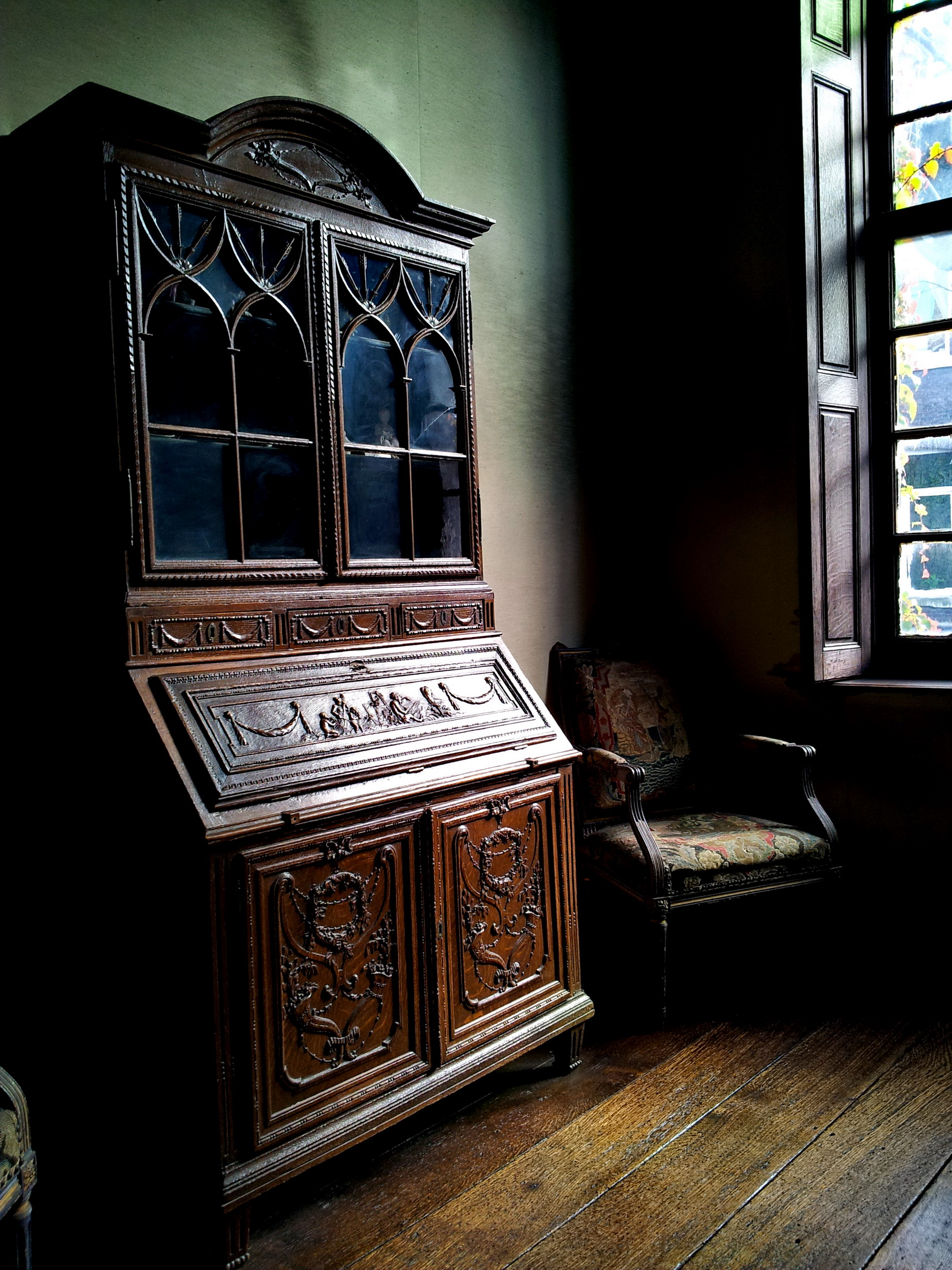
Luikse vitrinekast
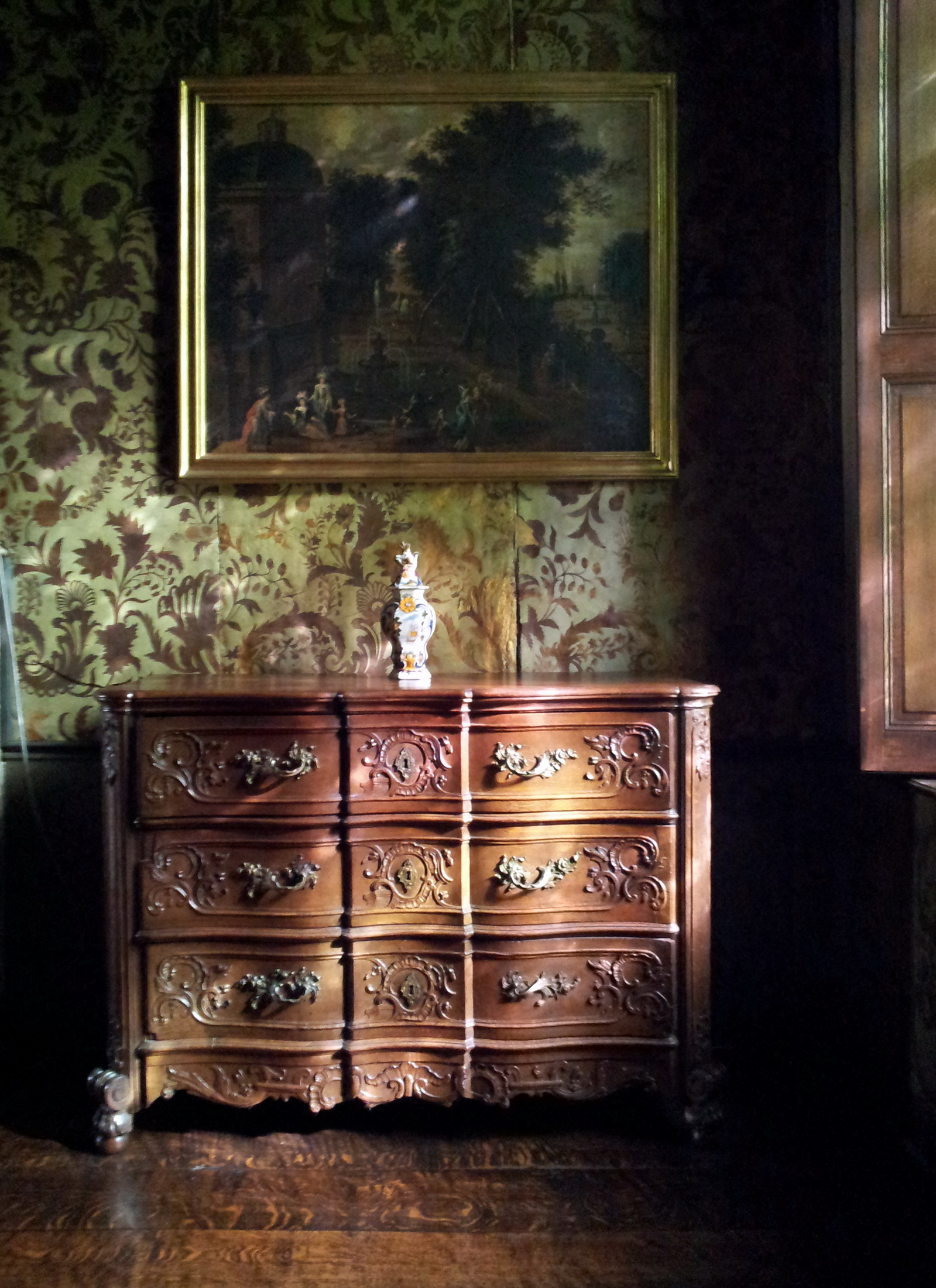
Ladekastje
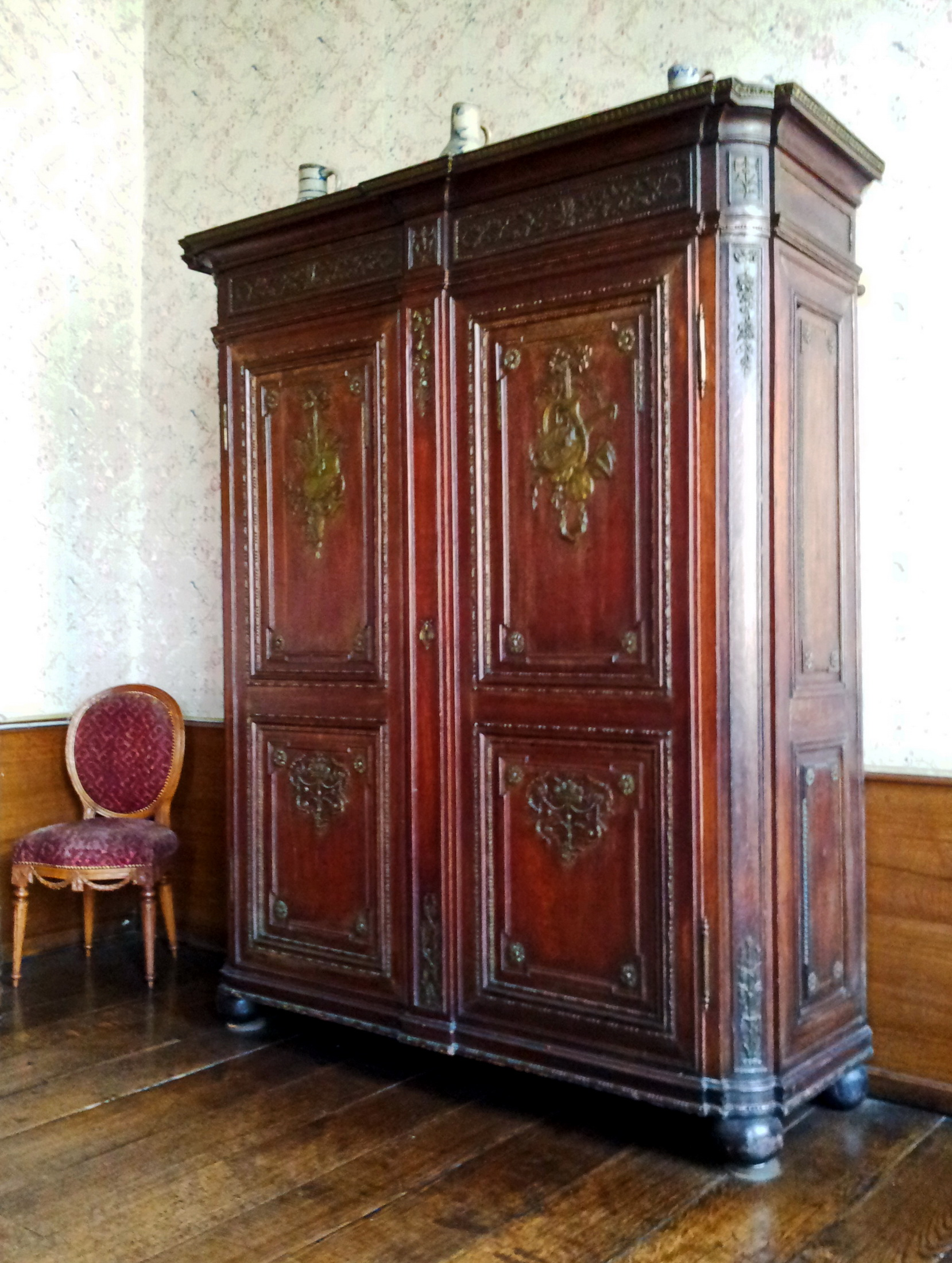
Kast en stoel
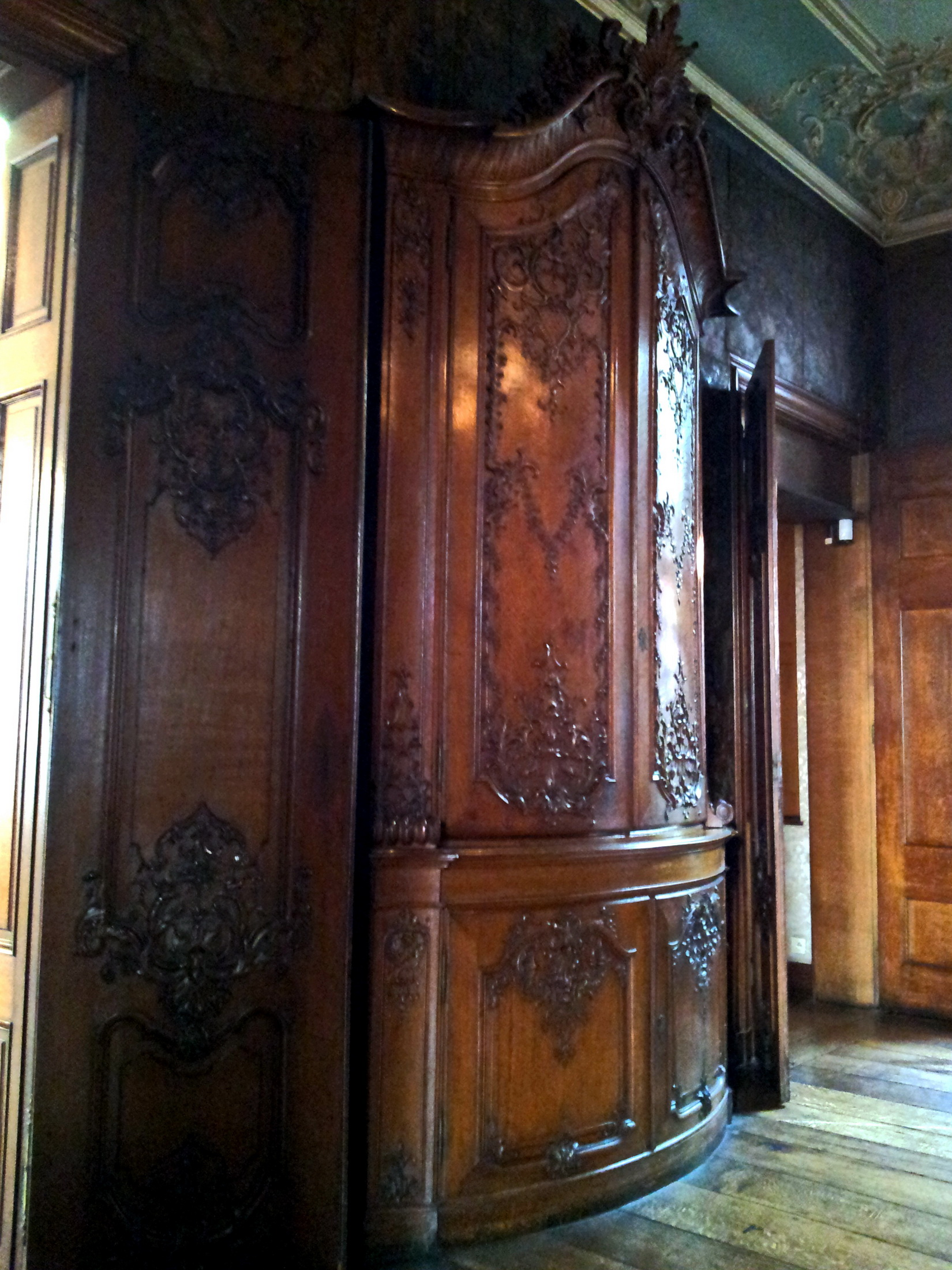
Kast en zaalbetimmering

### Overige collecties
Verder bezit het museum een fraaie verzameling Vlaamse wandtapijten, diverse antieke klokken, een collectie 18e- en 19e-eeuws glas- en aardewerk, enkele voorwerpen van Luiks zilver, een groot aantal koperen, tinnen en houten gebruiksvoorwerpen en enkele historische muziekinstrumenten en speelgoed.

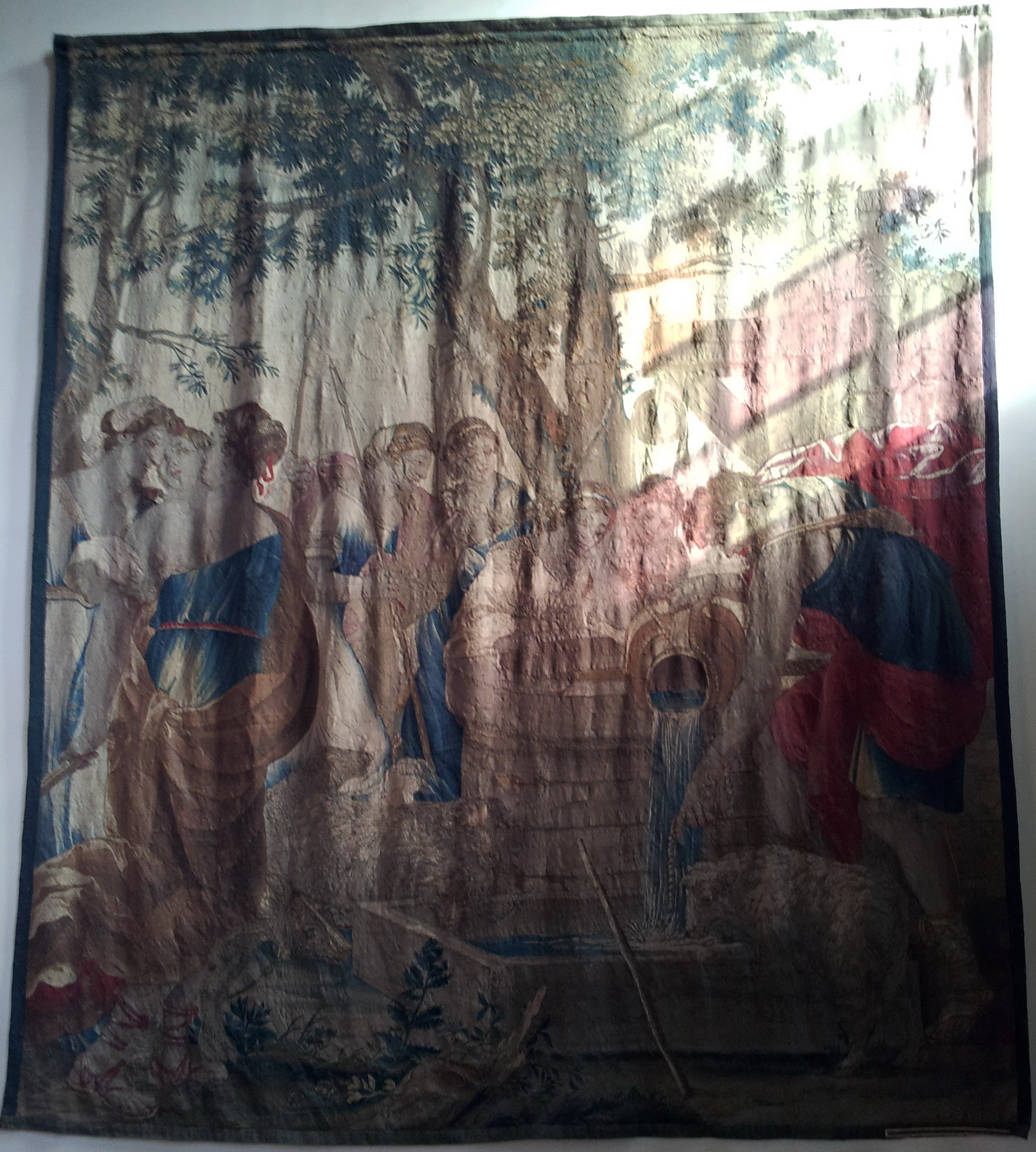
18e-eeuws wandtapijt
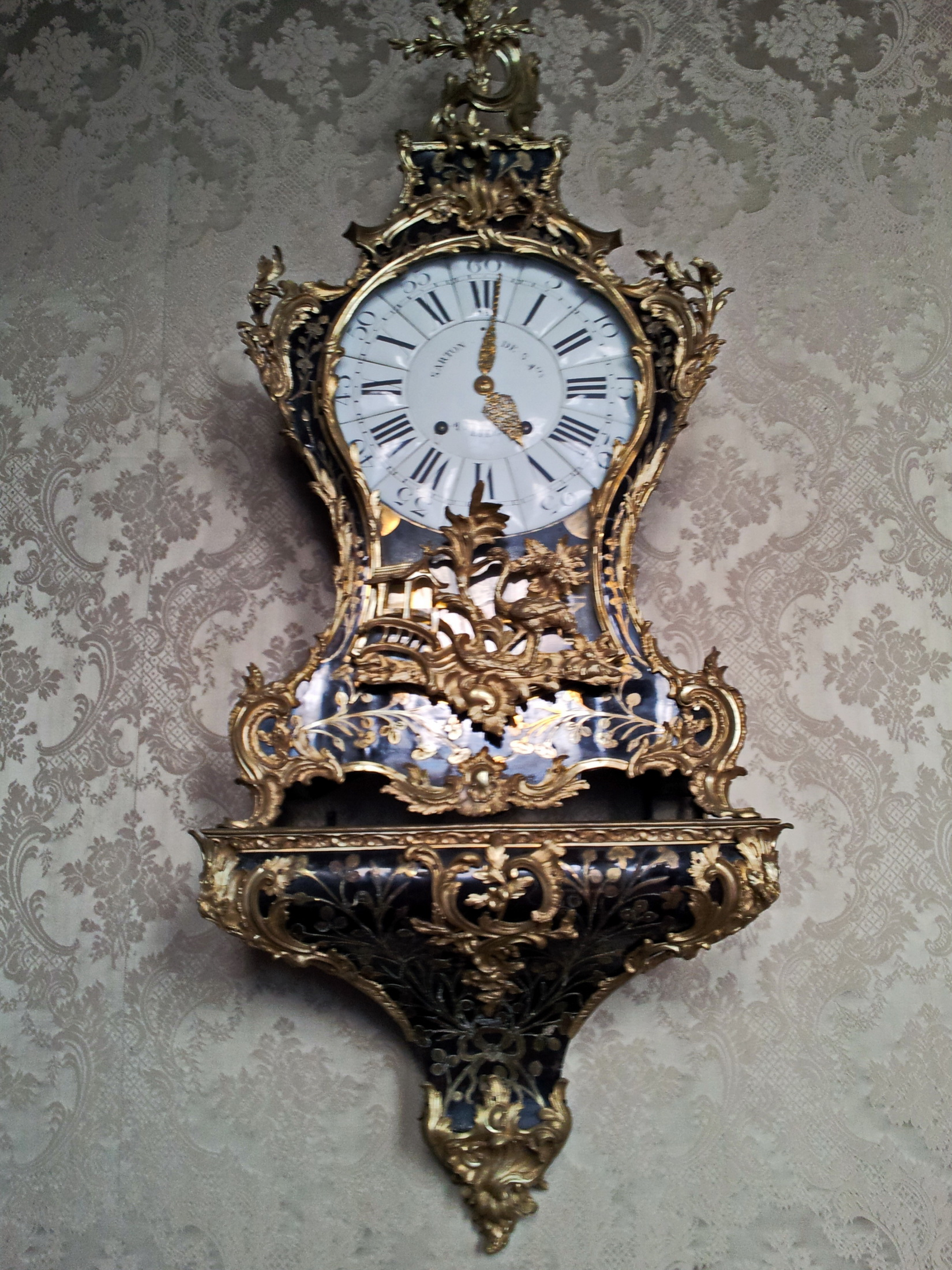
Klok van H.Sarton
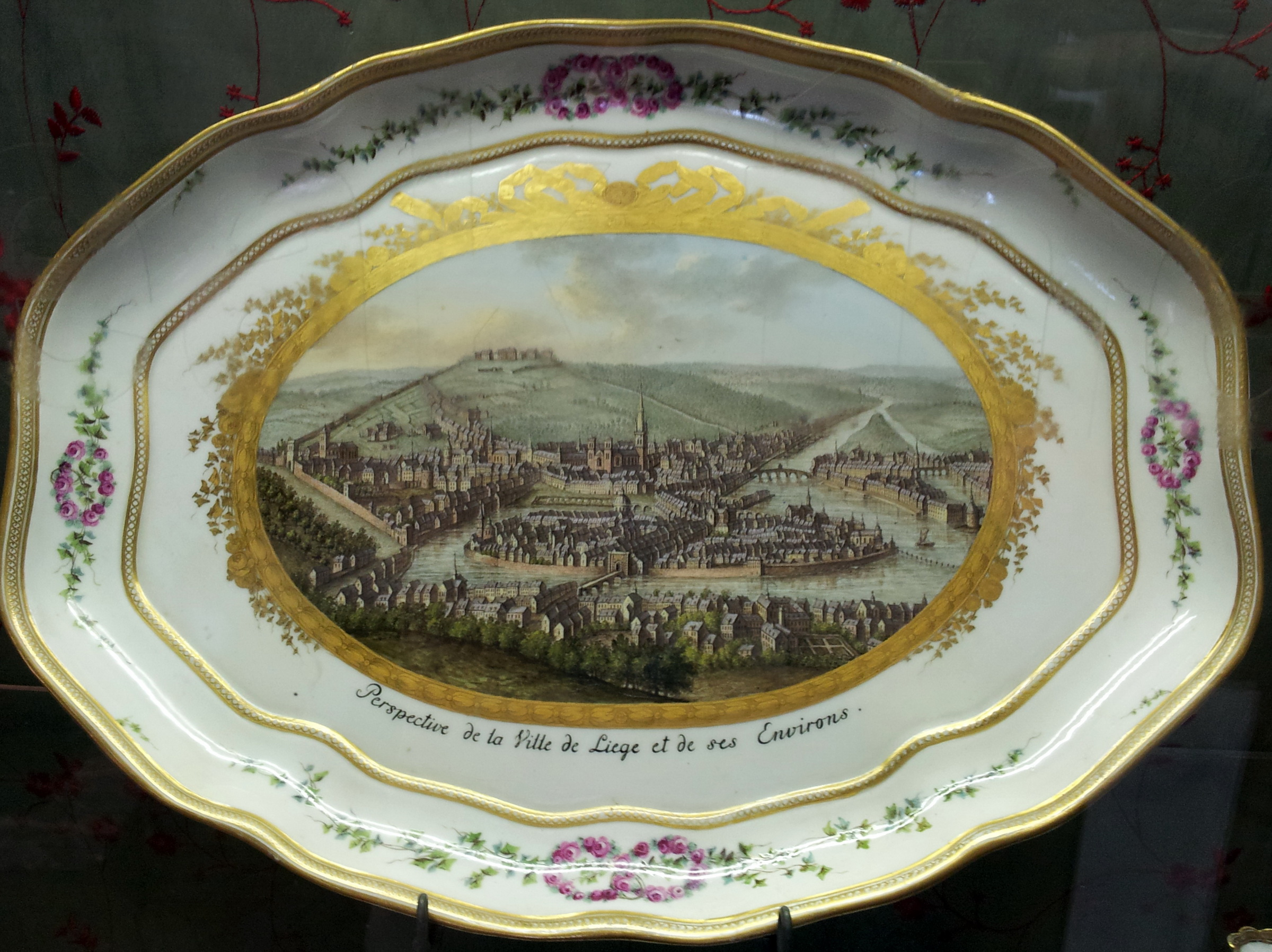
18e-eeuws porselein
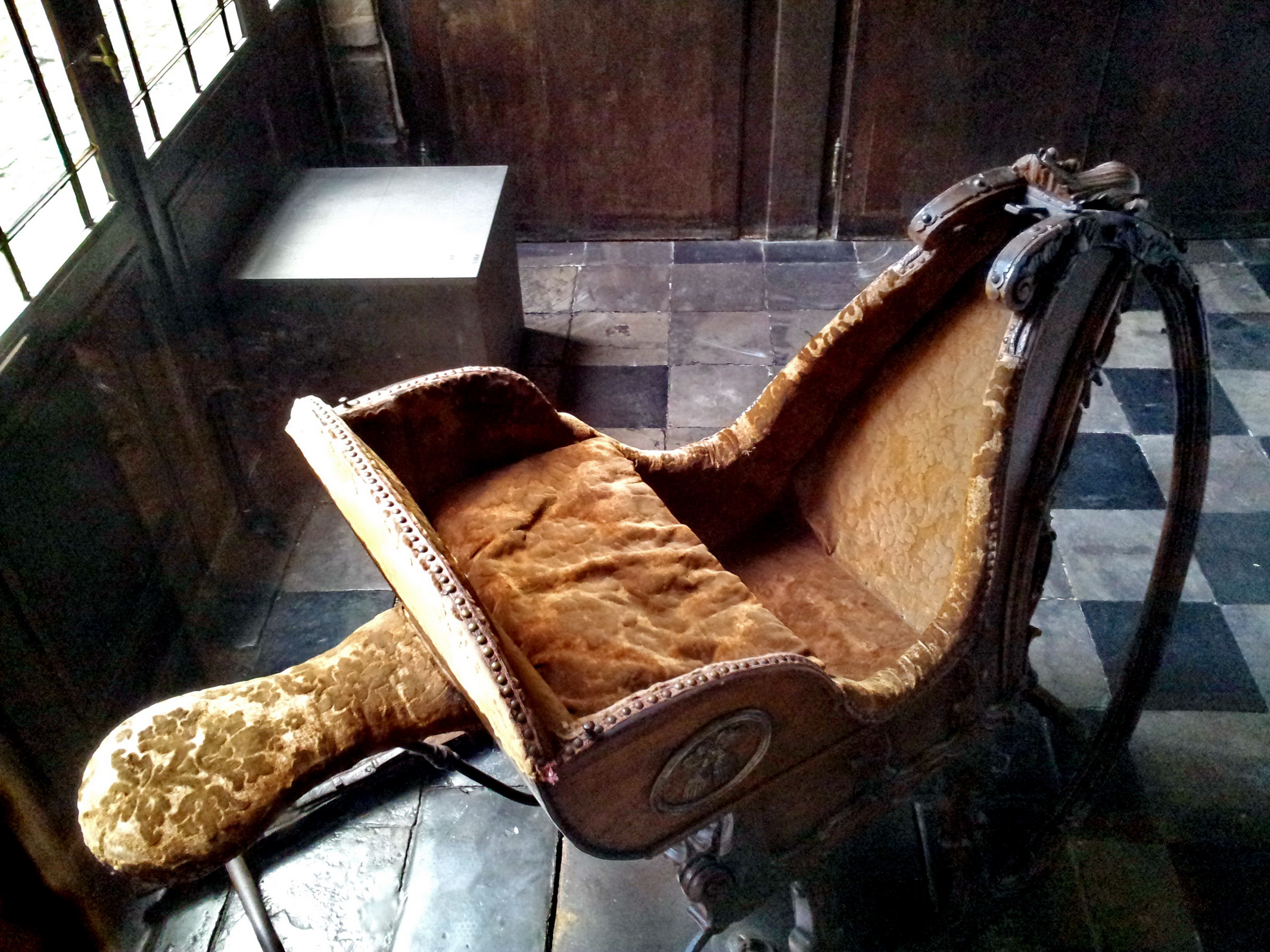
Antieke kinderslee